# 2022年の日本プロ野球
2022年の日本プロ野球（2022ねんのにほんぷろやきゅう）では、2022年の日本プロ野球（NPB）における動向をまとめる。

## できごと

### 1月
- 1日
  - 読売ジャイアンツは、今季のスローガンを『不屈〜GIANTS EVOLUTION〜』に決定したことを発表[1]。
- 5日
  - 福岡ソフトバンクホークスは、元MLBサンフランシスコ・ジャイアンツのタイラー・チャトウッドの入団を発表[2]。
  - 読売ジャイアンツは、元MLBピッツバーグ・パイレーツのグレゴリー・ポランコとの契約合意を発表[3]。
- 6日
  - 阪神タイガースは、ドラフト5位ルーキーの岡留英貴が新型コロナウイルス陽性と判定されたと発表[4]。
  - 東京ヤクルトスワローズは、中村悠平の背番号を27に変更することを発表[5]。
- 7日
  - 北海道日本ハムファイターズは、木村文紀の背番号を36に変更することを発表。また、新外国人選手の背番号も発表された[6]。
- 8日
  - オリックス・バファローズは、今季のスローガンを『全員でW（笑）おう!!』に決定したことを発表[7]。
- 12日
  - 中日ドラゴンズのダヤン・ビシエド[8]、福岡ソフトバンクホークスの渡邉陸[9]、広島東洋カープのヘロニモ・フランスアとロベルト・コルニエル[10]の新型コロナウイルス感染が判明。
  - 広島東洋カープは新外国人選手の背番号を発表。ドリュー・アンダーソンは42、ニック・ターリーが68、ライアン・マクブルームが10となる[11]。
- 14日
  - 読売ジャイアンツは、一軍打撃コーチの金杞泰が肺結核のため療養し、横川史学スコアラーが新たに一軍打撃コーチに就任することを発表[12]。
  - 福岡ソフトバンクホークスは、今季のスローガンを『もっと！もっと！もっと！』に決定したことを発表[13]。
  - 野球殿堂博物館は、野球殿堂入りメンバーを発表。プレイヤー部門で髙津臣吾と山本昌が選出された。エキスパート部門は2年連続で該当者無し[14][15]。
- 15日
  - 読売ジャイアンツは、育成選手の保科広一が新型コロナウイルスの陽性判定を受けたと発表[16]。
- 17日
  - 佐賀県内で合同自主トレを行っていた福岡ソフトバンクホークスの柳田悠岐、谷川原健太、真砂勇介、北海道日本ハムファイターズの清宮幸太郎、千葉ロッテマリーンズの安田尚憲、埼玉西武ライオンズの戸川大輔の新型コロナウイルス感染が判明[17][18][19][20]。また、熊本市内で合同自主トレ中の福岡ソフトバンクホークスの松田宣浩、牧原大成、野村大樹、埼玉西武ライオンズの山田遥楓、横浜DeNAベイスターズの宮崎敏郎、嶺井博希の感染も判明した[21][22][23]。
  - 読売ジャイアンツは、重信慎之介と萩原哲が新型コロナウイルスの陽性判定を受けたと発表[24]。
  - 埼玉西武ライオンズは、本拠地西武ドームの名称を3月1日から『ベルーナドーム』に改称すると発表[25]。
- 18日
  - 埼玉西武ライオンズは、奄美大島で自主トレを行っていた内海哲也が新型コロナウイルスに感染したことを発表[26]。また、前オークランド・アスレチックス傘下3Aのバーチ・スミスの獲得を発表した[27]。
  - 東京ヤクルトスワローズは、太田賢吾が新型コロナウイルスに感染したことを発表[28]。
- 19日
  - 読売ジャイアンツは、山口俊が新型コロナウイルスの陽性判定を受けたことを発表[29]。
- 20日
  - 福岡ソフトバンクホークスの佐藤直樹[30]、千葉ロッテマリーンズの藤原恭大[31]、東京ヤクルトスワローズの原樹理と内山太嗣[32]、更に東北楽天ゴールデンイーグルスの所属選手1名の新型コロナウイルス感染が判明[33]。
  - 東北楽天ゴールデンイーグルスは、今季のスローガンを『譲らない!』に決定したことを発表[34]。
- 21日
  - 福岡ソフトバンクホークスの杉山一樹[35]、広島東洋カープの矢崎拓也[36]、オリックス・バファローズの宮城大弥[37]、阪神タイガースの西勇輝、西純矢、斎藤友貴哉の3選手とコーチ2名[38]、読売ジャイアンツの與那原大剛とチームスタッフ1名の新型コロナウイルス感染が判明[39]。
  - 横浜DeNAベイスターズは、マイケル・ピープルズと今季の契約を結んだことを発表。また、ケビン・シャッケルフォードとは契約を結ばないことも発表した[40]。
  - 北海道日本ハムファイターズは、プライマリーロゴ・ユニフォームの変更を発表。あわせて、今季のスローガンを『ファンは宝物』に決定したことを発表[41]。
- 22日
  - 福岡ソフトバンクホークスの板東湧梧と笠谷俊介[42]、オリックス・バファローズの紅林弘太郎[43]の新型コロナウイルス感染が判明。
- 23日
  - 元東京ヤクルトスワローズ・福岡ソフトバンクホークスのウラディミール・バレンティンが自身のTwitterで日本球界からの引退を発表[44]。
  - 福岡ソフトバンクホークスのリチャード[45]、読売ジャイアンツの小林誠司[46]、埼玉西武ライオンズの外崎修汰[47]の新型コロナウイルス感染が判明。
  - 横浜DeNAベイスターズは、今季のスローガンを『横浜反撃』に決定したことを発表[48]。
  - 中日ドラゴンズから戦力外通告を受けていた三ツ間卓也が自身のInstagramで現役引退を表明した[49]。
- 24日
  - 埼玉西武ライオンズは、昨年戦力外通告を受けた榎田大樹が現役を引退し、球団本部ファーム・育成グループバイオメカニクス兼企画室アライアンス戦略に就任することを発表[50]。また、二軍打撃コーチの上本達之の新型コロナウイルス感染を発表した[51]。
  - 東京ヤクルトスワローズは、高橋奎二が新型コロナウイルスの陽性判定を受けたと発表[52]。
- 25日
  - 北海道日本ハムファイターズの木田優夫二軍監督[53]、中日ドラゴンズの森博人、垣越建伸、郡司裕也、味谷大誠、石岡諒太[54]、埼玉西武ライオンズの山川穂高、川越誠司[55]、広島東洋カープの矢野雅哉[56]の新型コロナウイルス感染が判明。
- 26日
  - 阪神タイガースの岩崎優、福岡ソフトバンクホークスの又吉克樹、埼玉西武ライオンズの金子侑司、長谷川信哉の新型コロナウイルス感染が判明[57][58][59][60]。
- 27日
  - 福岡ソフトバンクホークスは、ジュリスベル・グラシアル、アルフレド・デスパイネ、リバン・モイネロの3選手と今季の契約を締結したことを発表[61]。
  - 広島東洋カープの長野久義、東京ヤクルトスワローズの村上宗隆、千葉ロッテマリーンズの平沢大河、北海道日本ハムファイターズの石川亮、高山優希、読売ジャイアンツの大勢、亀田啓太の新型コロナウイルス感染が判明[62][63][64][65][66]。
- 28日
  - 中日ドラゴンズの三ツ俣大樹[67]、片岡篤史二軍監督[68]、オリックス・バファローズの海田智行、川瀬堅斗、中川圭太、園部佳太の4選手と球団スタッフ3人[69]、北海道日本ハムファイターズの林孝哉一軍ヘッドコーチ、吉田輝星、淺間大基、渡邉諒[70]、東京ヤクルトスワローズの池山隆寛二軍監督、福川将和二軍バッテリーコーチ、元山飛優と球団スタッフ2人[71]、千葉ロッテマリーンズの伊志嶺翔大一軍走塁コーチ兼打撃コーチ補佐兼外野守備コーチ補佐、菅野剛士[72]、阪神タイガースの藤井彰人一軍バッテリーコーチ[73]、読売ジャイアンツの井納翔一[74]、横浜DeNAベイスターズの牧秀悟、京山将弥、浅田将汰、大和、チームスタッフ1名の新型コロナウイルス感染が判明[75]。
- 30日
  - 東京ヤクルトスワローズは、今季のスローガンを『熱燕 -NEXT STAGE-』に決定したことを発表[76]。
- 31日
  - 阪神タイガース一軍監督の矢野燿大が今季限りでの退任を表明[77]。
  - 千葉ロッテマリーンズは、今季のスローガンを『頂点を、つかむ。』に決定したことを発表[78]。

### 2月
- 3日
  - 中日ドラゴンズは、一軍監督の立浪和義と一軍バッテリーコーチの西山秀二の新型コロナウイルス陽性を発表[79]。
- 4日
  - 東京ヤクルトスワローズは、スコット・マクガフと鈴木裕太、球団スタッフの1人の新型コロナウイルス陽性を発表[80]。
- 15日
  - 読売ジャイアンツは、前MLBサンフランシスコ・ジャイアンツのマット・シューメーカーと契約を結んだことを発表。背番号は99となる[81]。
- 18日
  - 東京ヤクルトスワローズは、4月から「東京ヤクルトスワローズベースボールアカデミー」を開校し、球団OBの度会博文と村中恭兵がコーチに就任することを発表[82]。
  - オリックス・バファローズは、元北海道日本ハムファイターズ所属で、昨年はリーガ・メヒカーナ・デ・ベイスボルでプレーしていた中村勝が19日からテスト生として春季キャンプに参加すると発表[83]。
- 26日
  - 東京ヤクルトスワローズは、この日行われた東北楽天ゴールデンイーグルスとのオープン戦において、7人の継投によるノーヒットノーランを達成。オープン戦でのノーヒットノーランは5年振り[84]。

### 3月
- 1日
  - オリックス・バファローズは、テスト生として春季キャンプに参加していた中村勝と育成契約を結んだことを発表。背番号は121となる[85]。→ 2月18日の出来事参照
  - 福岡ソフトバンクホークスは、株式会社マルタイとファウルポールに関するネーミングライツ契約を結んだことを発表。ファウルポールへの命名権導入は12球団初となる[86]。
- 7日
  - 日本プロ野球選手会は、大田泰示・西川遥輝・秋吉亮の3選手が自由契約となった件について事実と異なる発表があったとして、北海道日本ハムファイターズに対し抗議文を提出したと発表[87]。
- 8日
  - 中日ドラゴンズは、根尾昂の登録を内野手から外野手に変更したことを発表[88]。
- 10日
  - 阪神タイガースは、一軍外野守備走塁兼分析担当コーチの筒井壮が新型コロナウイルスの陽性判定を受けたことを発表[89]。
- 11日
  - 読売ジャイアンツは、育成選手の堀田賢慎、鍬原拓也、増田陸と支配下選手契約を結んだと発表。背番号は堀田が91、鍬原が46、増田が61[90]。
- 14日
  - 日本野球機構（以下NPB）と全日本野球協会は「野球伝来150年記念事業」の一環として、8月1日にU23NPB選抜と大学・社会人選抜が記念試合を行うことを発表した[91]。
- 19日
  - 東北楽天ゴールデンイーグルスは、育成選手の小峯新陸と支配下選手契約を結んだと発表。背番号は30[92]。
- 20日
  - 北海道日本ハムファイターズは、育成選手の古川侑利と支配下選手契約を結んだと発表。背番号は91[93]。
- 22日
  - 福岡ソフトバンクホークスは、育成選手の藤井皓哉と支配下選手契約を結んだと発表。背番号は48[94]。
  - 千葉ロッテマリーンズは、育成選手の小沼健太と佐藤奨真の両名と支配下選手契約を結んだことを発表。背番号は小沼が「50」、佐藤奨が「64」[95]。
  - 阪神タイガースは、育成選手の渡邉雄大と支配下選手契約を結んだことを発表。背番号は92[96]。
  - 東京ヤクルトスワローズは、今野龍太が新型コロナウイルスの陽性判定を受けたことを発表[97]。
  - 21日に行われたイースタン・リーグの北海道日本ハムファイターズ対横浜DeNAベイスターズ戦において、3ボールにもかかわらず四球が宣告されるミスがあり、当該試合の球審、内野塁審に対し厳重注意が課されたことが発表された[98]。
- 23日
  - NPBは、2022年シーズンのスローガンは「野球伝来150年 未来へ紡ぐ みんなの希望」とすることを公表[99]。
- 24日
  - NPBは、北海道日本ハムファイターズ一軍監督の新庄剛志の登録名を「BIGBOSS」（ビッグボス）に変更することを発表[100]。
- 25日
  - セントラル、パシフィック両リーグ公式戦開幕。
  - 読売ジャイアンツの大勢が球団史上初となる新人開幕戦セーブ。NPBでは1982年の山沖之彦以来史上2人目[101]。
  - オリックス・バファローズ一軍監督の中嶋聡が監督通算100勝。球団史上[注 1]15人目。またチームも2010年以来12年ぶりの開幕戦勝利[102]。
  - 阪神タイガースが、対東京ヤクルトスワローズ1回戦（京セラドーム大阪）にて、セ・リーグの開幕戦としては史上最多得点差となる最大7点差からの逆転負け[103]。
  - 東北楽天ゴールデンイーグルス対千葉ロッテマリーンズ1回戦（楽天生命パーク宮城）にて、楽天の安田悠馬、ロッテの松川虎生の両新人捕手が先発出場。開幕戦で両チーム共に新人捕手が先発出場するのは2リーグ制後初[104]。
- 26日
  - 千葉ロッテマリーンズは、二軍チーフ投手コーチの川越英隆の新型コロナウイルス感染を発表[105]。
  - 阪神タイガースは対東京ヤクルトスワローズ2回戦に敗れ、35年振りとなる主催試合での開幕連敗を喫した[106]。
  - 読売ジャイアンツの大勢が新人史上初の開幕2試合連続セーブを記録[107]。
- 27日
  - 阪神タイガース対東京ヤクルトスワローズ3回戦にて、ヤクルトのドミンゴ・サンタナが史上初となる開幕から3試合連続の決勝打を記録[108]。また、阪神タイガースは主催試合では球団史上初めて開幕3連敗を喫した[109]。
- 28日
  - 広島東洋カープの菊池涼介が史上8人目の通算300犠打を記録。菊池は通算112本塁打を記録しており、100本塁打と300犠打の両方を記録するのはセ・リーグ初[110]。
  - 読売ジャイアンツは、育成選手の香月一也と支配下選手契約を結んだと発表。背番号は66[111]。
- 29日
  - 横浜DeNAベイスターズの大和が対中日ドラゴンズ1回戦（バンテリンドーム ナゴヤ）の4回表に、審判への侮辱行為があったとして今季初の退場処分[112]。
- 30日
  - 読売ジャイアンツの中田翔が史上199人目の通算1500試合出場を記録[113]。
  - 中日ドラゴンズの鵜飼航丞が対横浜DeNAベイスターズ2回戦(バンテリンドーム ナゴヤ)の4回裏にプロ1号となる本塁打を放った。この本塁打がバンテリンドーム通算2000号本塁打となった[114]。
  - NPBは、29日の中日ドラゴンズ対横浜DeNAベイスターズ1回戦(バンテリンドーム ナゴヤ)において、審判への侮辱行為で退場処分を受けたDeNAの大和に対し、厳重注意と制裁金10万円を科すこと発表[115]。→ 3月29日の出来事参照
- 31日
  - 広島東洋カープ対阪神タイガース3回戦（マツダスタジアム）で広島が球団タイ記録となる開幕6連勝。阪神は球団ワースト記録となる開幕6連敗[116][117]。

### 4月
- 1日
  - 東北楽天ゴールデンイーグルスは、則本昂大、川島慶三、アラン・ブセニッツ、小深田大翔、安田悠馬、小峯新陸、西口直人の7選手と一軍投手コーチの小山伸一郎の新型コロナウイルス感染を発表[118][119]。
  - 広島東洋カープの大瀬良大地が通算1000投球回。史上361人目[120]。
  - 福岡ソフトバンクホークス一軍監督の藤本博史がプロ野球新記録となる新人監督開幕7連勝[121]。
- 2日
  - 東北楽天ゴールデンイーグルスは、チーム内から新型コロナウイルス感染者が多数発生したことを受け、この日と3日に予定していた東北楽天ゴールデンイーグルス対福岡ソフトバンクホークス2・3回戦（楽天生命パーク宮城）を中止することを発表した[122]。
  - 中日ドラゴンズの大島洋平が通算250盗塁。史上47人目[123]。
  - 東京ヤクルトスワローズの山田哲人が通算250本塁打。史上66人目[124]。
  - 阪神タイガースが対読売ジャイアンツ2回戦（東京ドーム）で敗れ開幕8連敗。引き分けを挟まない8連敗はセ・リーグ史上初[125]。また、同試合で読売ジャイアンツの大勢がプロ野球新記録となるデビューから6試合連続セーブを記録[126]。
- 3日
  - 阪神タイガースが対読売ジャイアンツ3回戦（東京ドーム）で敗れ、セ・リーグワーストを更新する開幕9連敗[127]。
- 5日
  - 阪神タイガースが対横浜DeNAベイスターズ1回戦（阪神甲子園球場）で今季初勝利。開幕からの連敗記録を9でストップ[128]。
- 6日
  - 横浜DeNAベイスターズは、柴田竜拓が新型コロナウイルスに感染したことを発表した[129]。
- 7日
  - 横浜DeNAベイスターズは、牧秀悟、戸柱恭孝、倉本寿彦、山下幸輝、濱口遥大、神里和毅の6選手と、チーフ投手コーチの斎藤隆、チームスタッフ3人の新型コロナウイルス感染を発表[129][130]。これにより、この日予定されていた阪神タイガース対横浜DeNAベイスターズ3回戦（阪神甲子園球場）は中止となった[131]。
  - オリックス・バファローズは、伏見寅威が新型コロナウイルスに感染したことを発表[132]。
  - 福岡ソフトバンクホークスは、育成契約の田上奏大を支配下選手登録したことを発表。背番号は70[133]。
  - 読売ジャイアンツのチアゴ・ビエイラが対広島東洋カープ3回戦（マツダスタジアム）の7回裏にライアン・マクブルームに頭部死球を与え、3球で危険球退場[134]。
- 8日
  - 横浜DeNAベイスターズは、チーム内で新型コロナウイルス感染者が相次いだことを受け、8日から予定されていた中日ドラゴンズとの3連戦（横浜スタジアム）を中止することを発表[135]。また、新たに砂田毅樹、楠本泰史、チームスタッフ2人が新型コロナウイルスに感染したことを発表した[136]。
  - オリックス・バファローズは、宗佑磨、頓宮裕真、黒木優太、ヘッドコーチの水本勝己の新型コロナウイルス感染を発表[137]。
- 9日
  - 千葉ロッテマリーンズのブランドン・レアードが通算200本塁打。史上112人目[138]。
  - オリックス・バファローズの山本由伸が対千葉ロッテマリーンズ2回戦（ZOZOマリンスタジアム）で勝利投手となり、球団新記録の18連勝[139][注 2]。また、同試合で平野佳寿が通算600試合登板を達成。史上42人目[140]。更に球団はこの日、小木田敦也が新型コロナウイルスに感染したことを発表した[141]。
- 10日
  - 横浜DeNAベイスターズの山崎康晃、桑原将志とチームスタッフ1人、オリックス・バファローズの佐野皓大と太田椋の新型コロナウイルス感染が判明[142][143][144]。
  - 千葉ロッテマリーンズの佐々木朗希が対オリックス・バファローズ3回戦（ZOZOマリンスタジアム）で完全試合を達成。20歳5ヶ月での達成は史上最年少[145]。また、同試合でプロ野球新記録の13者連続奪三振[146]、プロ野球タイ記録の1試合19奪三振を記録[147][注 3]。
  - 埼玉西武ライオンズが対福岡ソフトバンクホークス3回戦（ベルーナドーム）の5回表に三重殺を完成。パ・リーグ史上86度目[148]。
- 11日
  - 読売ジャイアンツは、育成選手の横川凱と支配下選手契約を結んだと発表。背番号は62[149]。
  - 東北楽天ゴールデンイーグルスは、オリックス・バファローズでチーム内に新型コロナウイルス感染者が相次いだことを受け、12日から予定されていた3連戦（楽天生命パーク宮城）を中止することを発表[150]。
  - 埼玉西武ライオンズは、新型コロナウイルスの影響で横浜DeNAベイスターズのチーム編成が困難になったため、12日から予定されていたイースタン・リーグの3連戦（カーミニークフィールド）を中止することを発表[151]。
  - オリックス・バファローズの若月健矢とチームスタッフ3人、千葉ロッテマリーンズの佐々木千隼の新型コロナウイルス感染が判明[152][153]。
- 12日
  - 千葉ロッテマリーンズの益田直也が通算600試合登板。史上43人目で球団では村田兆治に次いで2人目[154][155]。
- 13日
  - 阪神タイガースは、藤浪晋太郎、伊藤将司、江越大賀の新型コロナウイルス感染を発表[156]。
- 14日
  - 阪神タイガースは、チーム内で新型コロナウイルス感染者が相次ぎチーム編成が困難になったため、14日に予定されていたウエスタン・リーグの中日ドラゴンズ戦（阪神鳴尾浜球場）と、15日から予定されていたウエスタン・リーグの対福岡ソフトバンクホークス3連戦（タマホームスタジアム筑後）を中止することを発表[157][158]。
- 15日
  - 東京ヤクルトスワローズは、埼玉県戸田市にある二軍施設の移転に向け、茨城県守谷市と協議を開始することを発表[159]。
- 17日
  - 千葉ロッテマリーンズの佐々木朗希が対北海道日本ハムファイターズ4回戦（ZOZOマリンスタジアム）で先発登板、8イニングを完全に抑えプロ野球新記録の17イニング連続完全投球。また佐々木は3戦がかりで52打者連続アウトとし、2014年のヤスメイロ・ペティット（MLBサンフランシスコ・ジャイアンツ）の46打者連続を上回り記録更新[160]。試合は日本ハムが延長10回、1安打のみの1-0で勝利し史上38度目の1安打勝利[161]。
- 19日
  - 読売ジャイアンツの大勢が対広島東洋カープ4回戦（東京ドーム）で球団史上初の新人2桁セーブとなる10セーブ目を記録。23試合目での2桁セーブ到達は2008年の藤川球児と並び史上2位タイで、2013年の西村健太朗を超え球団史上最速[162]。
  - オリックス・バファローズの山本由伸が対福岡ソフトバンクホークス4回戦（京セラドーム大阪）で敗戦投手となり、18連勝で球団記録更新がストップ[163]。
  - この日行われたパ・リーグの3試合が全て完封試合。同一リーグの3試合が全て完封となるのは2017年8月12日のパ・リーグ以来5年ぶり[164]。
- 21日
  - 読売ジャイアンツの平内龍太が対広島東洋カープ6回戦（東京ドーム）で今季球団5人目となるプロ初勝利を記録。4月までに5人の投手がプロ初勝利を挙げるのは史上初[165]。
- 22日
  - 東京ヤクルトスワローズを昨年9月29日に自由契約となっていたリック・バンデンハークが自身の公式サイトで現役引退を発表[166]。
  - 読売ジャイアンツの菅野智之が通算1500投球回。NPB史上180人目[167]。
  - オリックス・バファローズ二軍が、ウエスタン・リーグの対阪神タイガース二軍戦（阪神鳴尾浜球場）で4人の継投によるノーヒットノーランを達成[168]。
- 23日
  - オリックス・バファローズは、MLBテキサス・レンジャーズ傘下のジョー・マッカーシーを獲得したことを発表。背番号は14[169]。
  - 東京ヤクルトスワローズの石川雅規が対阪神タイガース5回戦（明治神宮野球場）で勝利投手となり、史上7人目となる21年連続勝利を記録。石川はプロ1年目の2002年から連続して勝利しており、1年目からの21年連続勝利は史上3人目で、左投げでは初[170]。また、同試合で阪神は球団史上最速の25試合目で20敗を喫した[171]。
  - 埼玉西武ライオンズは、佐々木健と2軍担当スタッフ1人の新型コロナウイルス感染を発表[172]。
- 24日
  - オリックス・バファローズは、育成選手の近藤大亮と支配下選手契約を結んだと発表。背番号は20[173]。
  - 千葉ロッテマリーンズの佐々木朗希が対オリックス・バファローズ6回戦（京セラドーム大阪）で先発登板するも1回裏に福田周平に安打を打たれ、17イニング連続完全投球と52打者連続アウトでそれぞれ記録更新がストップ[174]。
  - 北海道日本ハムファイターズのアリスメンディ・アルカンタラが左右両打席本塁打。史上20人目（43度目）[175]。
- 25日
  - 埼玉西武ライオンズは、宮川哲、水上由伸、長谷川信哉の新型コロナウイルス感染を発表。また、前述の3選手のコロナ感染の影響で二軍のチーム編成が困難になったため、26日から予定されていたイースタン・リーグの対北海道日本ハムファイターズ2連戦（鎌ケ谷）を中止することを発表した[176][177]。
  - NPBは、19日の読売ジャイアンツ対広島東洋カープ4回戦（東京ドーム）の5回裏のプレーについて公式記録訂正を発表[178]。
- 26日
  - 千葉ロッテマリーンズは、植田将太の新型コロナウイルス感染を発表[179]。
  - 福岡ソフトバンクホークスの又吉克樹が通算150ホールド。史上9人目[180]。
  - オリックス・バファローズの平野佳寿が日米通算200セーブ。史上7人目[181]。
- 27日
  - 中日ドラゴンズが対阪神タイガース4回戦（阪神甲子園球場）の4回裏に三重殺を完成。セ・リーグ史上61度目[182]。
  - オリックス・バファローズの杉本裕太郎、福岡ソフトバンクホークスの武田翔太の新型コロナウイルス感染が判明[183][184]。
- 28日
  - 中日ドラゴンズは、ヘッドコーチ兼一軍投手コーチの落合英二が新型コロナウイルスに感染したことにより、二軍投手コーチの浅尾拓也が落合に代わり一軍同職に昇格することを発表した[185]。
- 29日
  - 読売ジャイアンツは、育成選手の菊地大稀と支配下選手契約を結んだことを発表。背番号は96[186]。また、丸佳浩が通算1500試合出場。史上200人目[187]。
  - 東京ヤクルトスワローズは、MLBシカゴ・ホワイトソックス傘下のパトリック・キブルハンを獲得したことを発表。背番号は2[188]。
  - 広島東洋カープが球団通算4500勝。史上9球団目[189]。
- 30日
  - 東北楽天ゴールデンイーグルスの島内宏明が通算1000試合出場。史上513人目[190]。
  - 東京ヤクルトスワローズの青木宣親がNPB通算1500試合出場。史上201人目[191]。

### 5月
- 1日
  - 埼玉西武ライオンズの増田達至が通算150セーブ。史上18人目[192]。
  - 埼玉西武ライオンズの呉念庭、千葉ロッテマリーンズの本前郁也の新型コロナウイルス感染が判明[193][194]。
- 3日
  - 東北楽天ゴールデンイーグルスの田中将大がNPB通算1500投球回。史上181人目[195]。
- 4日
  - 阪神タイガースは、育成選手の才木浩人を支配下選手登録したことを発表。背番号は35[196]。
  - 福岡ソフトバンクホークスが2リーグ分立後での球団通算5000勝。読売ジャイアンツに次ぐ2球団目、パ・リーグ初[197]。
- 6日
  - 東北楽天ゴールデンイーグルスが対オリックス・バファローズ4回戦（京セラドーム大阪）に勝利し、球団新記録の8連勝[198]。
  - 千葉ロッテマリーンズの益田直也が球団新記録の通算605試合登板を記録[199]。
- 7日
  - 東京ヤクルトスワローズの村上宗隆が2試合連続満塁本塁打。史上9人目[200]。
  - 埼玉西武ライオンズの内海哲也が通算2000投球回。史上92人目[201]。
  - 中日ドラゴンズは、育成選手の上田洸太朗と支配下選手契約を結ぶと発表。背番号は67[202]。
  - 北海道日本ハムファイターズは、矢野謙次ファーム打撃コーチ、姫野優也、北浦竜次、有薗直輝とチームスタッフ2名の新型コロナウイルス感染を発表。合わせて、8日に予定されていたイースタン・リーグの対千葉ロッテマリーンズ戦（鎌ケ谷）を中止することも発表された[203][204]。
- 8日
  - 埼玉西武ライオンズは、ベネズエラ出身で元レオネス・デル・カラカス所属のロマー・コドラドと育成契約を結んだことを発表。背番号は115[205]。
  - 北海道日本ハムファイターズの上田佳範ファーム外野守備走塁コーチの新型コロナウイルス感染が判明[206]。
- 9日
  - 中日ドラゴンズの木下拓哉、石川昂弥、オリックス・バファローズの吉田正尚、安達了一、大下誠一郎とチームスタッフ2名の新型コロナウイルス感染が判明[207][208][209]。
  - 北海道日本ハムファイターズは、新型コロナウイルスの影響によるチーム編成が困難なため、10日に予定されていたイースタン・リーグの対埼玉西武ライオンズ戦（カーミニークフィールド）を中止すると発表[210]。
- 10日
  - 中日ドラゴンズは平田良介、鵜飼航丞の新型コロナウイルス感染を発表。また、チーム内でコロナ感染者が相次いだ影響で、11、12日に予定されていたウエスタン・リーグの対オリックス・バファローズ戦（ナゴヤ球場）を中止することを発表した[211][212][213]。
- 11日
  - ウエスタン・リーグは、新型コロナウイルスの影響により中日ドラゴンズのチーム編成が困難なため、13日から予定されていた広島東洋カープとの3連戦（由宇）を中止すると発表[214]。
  - オリックス・バファローズの能見篤史、齋藤綱記とチームスタッフ1名の新型コロナウイルス感染が判明[215]。
  - 東北楽天ゴールデンイーグルスは対千葉ロッテマリーンズ7回戦（楽天生命パーク宮城）で敗れ、11連勝（引分挟む）で球団記録更新がストップ[216]。
  - 福岡ソフトバンクホークスの東浜巨が、対埼玉西武ライオンズ7回戦（福岡PayPayドーム）でノーヒットノーランを達成。史上84人目、通算95度目[217]。
- 13日
  - 埼玉西武ライオンズは、育成選手の滝澤夏央を支配下選手登録したことを発表。背番号は62[218]。
  - 福岡ソフトバンクホークスの千賀滉大が通算1000投球回。史上362人目[219]。
- 14日
  - 埼玉西武ライオンズは、前サンフランシスコ・ジャイアンツ傘下3Aサクラメント・リバーキャッツ所属のジャシエル・ヘレラと育成契約を結んだことを発表。背番号は116[220]。
  - 千葉ロッテマリーンズ一軍監督の井口資仁が対オリックス・バファローズ8回戦（京セラドーム大阪）の試合終了後に、審判への侮辱行為があったとして退場処分[221]。
  - 東北楽天ゴールデンイーグルスの鈴木大地が通算100死球。史上23人目で、100本塁打より先に記録するのは史上初[222]。
- 15日
  - 千葉ロッテマリーンズのブランドン・レアードが対オリックス・バファローズ9回戦（京セラドーム大阪）の2回に審判への暴言で退場処分[223]。前日には井口資仁監督も退場処分を受けており、同一チームから2試合続けて退場者が出るのは2011年6月12、14日のヤクルト[注 4]以来11年振りで、パ・リーグでは1995年9月15、16日の日本ハム[注 5]以来27年振り[224]。
  - 読売ジャイアンツの丸佳浩が通算1500安打。史上131人目[225]。
- 16日
  - NPBは、14日・15日にそれぞれ退場処分になった千葉ロッテマリーンズの井口資仁一軍監督とブランドン・レアードの両名に対し、厳重注意と制裁金10万円を科したことを発表[226]。
- 19日
  - NPBは、15日に行われた横浜DeNAベイスターズ対阪神タイガース7回戦（横浜スタジアム）の9回表のプレーについて記録訂正を発表[227]。
- 21日
  - 北海道日本ハムファイターズの宮西尚生が通算800試合登板。史上8人目[228]。
  - 中日ドラゴンズの根尾昂が対広島東洋カープ10回戦（マツダスタジアム）の8回裏にプロ初登板し、1回を投げ交代完了。野手が登板するのは2020年に読売ジャイアンツの増田大輝が登板して以来2年ぶり[229]。
- 23日
  - 中日ドラゴンズの中村紀洋一軍打撃コーチと波留敏夫二軍打撃コーチの入れ替えがNPBから公示された[230]。
- 25日
  - 北海道日本ハムファイターズの北山亘基が、対東京ヤクルトスワローズ2回戦（明治神宮野球場）で、前日に続き2試合連続でサヨナラ本塁打を被弾。日付を跨がない2日連続のサヨナラ被本塁打は1978年9月19日と20日に星野仙一が記録して以来44年振り[231][注 6]。
- 26日
  - 中日ドラゴンズの福留孝介が対埼玉西武ライオンズ3回戦（バンテリンドーム ナゴヤ）の6回裏に右翼線適時二塁打を放ち、セ・リーグ史上最年長二塁打記録を更新した[232]。
- 27日
  - 北海道日本ハムファイターズ対読売ジャイアンツ1回戦（札幌ドーム）で、両軍共に選手交代なしのまま試合終了。コールドゲーム以外では交流戦史上初、リーグ戦でも2011年9月30日のオリックス・バファローズ対東北楽天ゴールデンイーグルス22回戦（京セラドーム大阪）以来11年ぶり[233]。
- 28日
  - 読売ジャイアンツの中田翔が対北海道日本ハムファイターズ2回戦（札幌ドーム）で本塁打を放ち、12球団から本塁打を達成。史上42人目[234]。
  - 福岡ソフトバンクホークスの渡邉陸が対広島東洋カープ2回戦（福岡PayPayドーム）でプロ入り初の先発出場し、プロ入り初本塁打を含む2本塁打を記録。初先発の試合で初本塁打を含む2本塁打を記録するのは、2019年の伊藤裕季也以来ドラフト制後では5人目で、捕手では1969年の田淵幸一以来53年振り[235]。
- 29日
  - 読売ジャイアンツの岡本和真が通算150本塁打。史上178人目[236]。
  - 埼玉西武ライオンズの栗山巧が対横浜DeNAベイスターズ3回戦（ベルーナドーム）でサヨナラ本塁打。38歳8ヶ月でのサヨナラ本塁打はトニー・フェルナンデスの38歳0ヶ月を更新し球団最年長[237]。
  - この日行われた6試合全てでパ・リーグのチームが勝利。交流戦で一日にパ・リーグのチームが全勝したのは2015年6月14日以来、7年振り[238]。
- 30日
  - 中日ドラゴンズは、前日本海オセアンリーグ・富山GRNサンダーバーズ所属で、2018年に育成選手として広島東洋カープに在籍していたジョアン・タバーレスを獲得したと発表[239]。
- 31日
  - 福岡ソフトバンクホークスの柳田悠岐が、対読売ジャイアンツ1回戦（東京ドーム）でプロ野球史上ワーストタイとなる1試合5三振を記録した。5打席とも空振り三振なのは史上4人目[240]。

### 6月
- 1日
  - 千葉ロッテマリーンズの中村奨吾が対東京ヤクルトスワローズ2回戦（明治神宮野球場）に4番で先発出場し本塁打を放ち、全打順本塁打を達成。史上22人目[241]。
  - 福岡ソフトバンクホークスが対読売ジャイアンツ2回戦（東京ドーム）に勝利し、球団通算5500勝。史上2球団目でパ・リーグでは初[242]。
- 2日
  - 読売ジャイアンツは、作戦兼ディフェンスチーフコーチの阿部慎之助が腸炎と診断されたため、症状が回復するまでベンチ入りを外れると発表[243]。また、2023年度のファーム春季キャンプの一部を、宮崎県都城市の高城運動公園で行うことを発表した[244]。
  - オリックス・バファローズの平野佳寿がNPB通算200セーブ。史上7人目で、618試合目での達成は史上最遅。また、38歳2ヶ月での達成はデニス・サファテの36歳2ヶ月を抜く史上最年長[245]。
  - 福岡ソフトバンクホークスのリチャードが、ウエスタン・リーグの対中日ドラゴンズ15回戦（ナゴヤ球場）の5回表に球審への暴言で退場処分を受けた[246]。
- 3日
  - 読売ジャイアンツが対千葉ロッテマリーンズ1回戦（東京ドーム）で球団史上49年振りとなる1試合6盗塁を記録[247]。
  - 東京ヤクルトスワローズの小川泰弘が対埼玉西武ライオンズ1回戦（明治神宮野球場）で決勝打となる本塁打[注 7]を放ち、チームは1-0で勝利。投手の決勝本塁打での1-0の勝利は1981年に金田留広が記録して以来41年振り。また、小川は8回で降板しており、決勝本塁打を放ちながら1-0で完封しなかったのは1955年4月26日の江田孝以来67年振り[248]。
  - NPBは、2日のウエスタン・リーグ対中日ドラゴンズ戦（ナゴヤ球場）で退場処分を受けた福岡ソフトバンクホークスのリチャードに対し、厳重注意と制裁金5万円を科したことを発表[249]。→ 6月2日の出来事参照
- 4日
  - 読売ジャイアンツの大勢が対千葉ロッテマリーンズ2回戦（東京ドーム）で20セーブを記録。チーム60試合目での20セーブ到達は1990年の与田剛の68試合を更新し新人史上最速であると同時に、1993年の石毛博史、2013年の西村健太朗の72試合を更新する球団最速記録[250]。
- 7日
  - 横浜DeNAベイスターズの今永昇太が対北海道日本ハムファイターズ1回戦（札幌ドーム）でノーヒットノーランを達成。史上85人目、96度目[251][注 8]。また、球団はこの日、野手総合コーチの石井琢朗が体調不良を訴え、札幌市内の病院で「左小脳梗塞」と診断され入院したことを発表した[252]。
- 8日
  - 北海道日本ハムファイターズの北山亘基が対横浜DeNAベイスターズ2回戦（札幌ドーム）で6セーブ目を上げ、山原和敏の持つ球団新人記録を29年振りに更新[253]。
- 9日
  - 東北楽天ゴールデンイーグルスの岸孝之が対広島東洋カープ3回戦（楽天生命パーク宮城）で勝利投手となり、全球団勝利を達成。史上19人目[254]。
  - 東京ヤクルトスワローズの石川雅規が対オリックス・バファローズ3回戦（京セラドーム大阪）で勝利投手となり、歴代最多の交流戦通算27勝目を記録[255]。
  - 千葉ロッテマリーンズは、新外国人選手として、前メキシコシティ・レッドデビルズ所属のロベルト・オスナを獲得したことを発表[256]。
- 10日
  - 埼玉西武ライオンズは、川村啓真から退団の申し出があり、受理したことを発表[257]。
- 11日
  - 東京ヤクルトスワローズが対福岡ソフトバンクホークス2回戦（福岡PayPayドーム）に勝利し、4年振り2回目の交流戦優勝。同時に球団新記録となる9カード連続の勝ち越しも記録した[258][注 9]。
  - 中日ドラゴンズの鵜飼航丞が、対北海道日本ハムファイターズ2回戦（札幌ドーム）でNPB野手最多タイ且つセ・リーグ野手新記録の9打席連続三振を記録[259][注 10]。
  - 千葉ロッテマリーンズの益田直也が通算150ホールド。史上10人目[260]。
- 12日
  - 東北楽天ゴールデンイーグルスの則本昂大が対読売ジャイアンツ3回戦（楽天生命パーク宮城）で史上141人目となる通算100勝、史上182人目となる通算1500投球回を記録[261]。また、同試合で辰己涼介が球団史上初の1イニング2本塁打を記録した[262][注 11]。
  - セ・パ交流戦の全日程が終了、セントラル・リーグが55勝53敗で2年連続3回目となる勝ち越し[263]。
- 14日
  - 東京ヤクルトスワローズは、一軍監督の髙津臣吾と新たに2年の契約延長に基本合意したことを発表した[264]。
- 15日
  - 中日ドラゴンズは、キューバ出身で、前インディオス・デ・グアンタナモ所属のペドロ・レビーラと育成契約を結んだことを発表。背番号は212[265]。
- 17日
  - NPBは、16日のイースタン・リーグ対埼玉西武ライオンズ戦（ロッテ浦和球場）で、球審への選手交代の通告を怠った千葉ロッテマリーンズ二軍監督の鳥越裕介に対し、厳重注意を科したことを発表[266]。
- 18日
  - オリックス・バファローズの山本由伸が対埼玉西武ライオンズ11回戦（ベルーナドーム）でノーヒットノーランを達成。史上86人目、97度目[267]。1シーズン4度のノーヒットノーランは1943年以来79年振り3度目で、2リーグ制後初[268]。また、西武は5月11日にもノーヒットノーランを喫しており、1シーズンに2回ノーヒットノーランを喫するのは1971年の西鉄ライオンズ以来52年振り[269]。→ 5月11日の出来事参照
  - 広島東洋カープは、育成選手の持丸泰輝を支配下選手登録したことを発表。背番号は95[270]。
- 19日
  - 福岡ソフトバンクホークスの和田毅が、対東北楽天ゴールデンイーグルス8回戦（福岡PayPayドーム）で日米通算150勝[271]。また、2回表に三振を奪い杉浦忠の持つ球団記録を更新[272]。
- 20日
  - 阪神タイガースは、育成選手の島本浩也を支配下選手登録することを発表[273]。また、前サンディエゴ・パドレス傘下3A所属で、2020年にオリックス・バファローズに在籍したアデルリン・ロドリゲスの獲得を発表した[274]。背番号は島本が46、ロドリゲスが91。
- 21日
  - 横浜DeNAベイスターズは、育成選手の石川達也と支配下選手契約を結んだことを発表。背番号は95[275]。
  - 中日ドラゴンズは、根尾昂の守備位置登録を外野手から投手に変更したことを発表[276]。
- 24日
  - 北海道日本ハムファイターズは、前MLBシカゴ・カブス所属のコナー・メネズと契約を結んだことを発表。背番号は70[277]。
  - 福岡ソフトバンクホークスの明石健志が通算1000試合出場。史上515人目[278]。
- 25日
  - 読売ジャイアンツが対東京ヤクルトスワローズ11回戦（明治神宮野球場）で、12年振りの1試合6本塁打、3年振りの19得点を記録[279]。
- 26日
  - 埼玉西武ライオンズの山川穂高が通算200本塁打。史上113人目で、697試合での達成は田淵幸一、秋山幸二の714試合を更新する日本人最速記録[280]。
  - 東京ヤクルトスワローズが対読売ジャイアンツ12回戦（明治神宮野球場）に勝利し、1965年の南海ホークス以来57年振りの12カード連続勝ち越しと、史上初の11球団連続勝ち越しを記録[281]。また、球団は育成選手の小澤怜史と支配下選手契約を結んだことを発表。背番号は70[282]。
  - 北海道日本ハムファイターズの堀瑞輝が対福岡ソフトバンクホークス12回戦（福岡PayPayドーム）で1球セーブを記録。史上64人目、70度目で球団では2017年の増井浩俊以来5年振り6人目[283]。
  - 東北楽天ゴールデンイーグルス対埼玉西武ライオンズ11回戦（楽天生命パーク宮城）の6回裏、楽天・茂木栄五郎がレフトフェンス際へ放った打球を捕球しようとした西武のブライアン・オグレディが観客の妨害に遭い捕球できなかった。オグレディからアピールを受けた審判団が協議した結果、観客の妨害行為を認め、茂木がアウト（記録はレフトファウルフライ）になる珍事が起きた[284]。
- 27日
  - 広島東洋カープは、元3Aエルパソ・チワワズの秋山翔吾の獲得を発表[285]。入団会見は30日にマツダスタジアムで行われ、背番号は「9」に決定[286]。
- 28日
  - 埼玉西武ライオンズの栗山巧が、対北海道日本ハムファイターズ12回戦（ベルーナドーム）で、史上11人目となる同一球場での1000安打を記録[287][注 12]。
  - 福岡ソフトバンクホークスは、25日以降で一軍の新型コロナウイルスの陽性反応者が選手スタッフ合わせて14人に上ったことから、29日の対千葉ロッテマリーンズ戦の延期と一軍の活動休止を発表[288]。
- 29日
  - 中日ドラゴンズの阿部寿樹が対読売ジャイアンツ14回戦（ヨーク開成山スタジアム）で5打席連続安打を放ち、球団初の8打席連続安打を記録[289][注 13]。
  - 22日に阪神タイガースからウェイバー公示されていたチェン・ウェインが自由契約選手として公示された[290]。
- 30日
  - 東京ヤクルトスワローズの石川雅規が通算3000投球回。史上28人目[291]。

### 7月
- 1日
  - 千葉ロッテマリーンズの佐々木朗希が、対東北楽天ゴールデンイーグルス12回戦（ZOZOマリンスタジアム）の1回表に1イニング4奪三振を記録。史上26人目、27度目で球団史上初。また、初回に4奪三振を記録するのは2016年の八木亮祐、2018年の千賀滉大以来3人目[292][注 14]。
- 2日
  - 埼玉西武ライオンズは、育成選手の長谷川信哉を支配下選手登録したことを発表。背番号は63[294]。
  - 福岡ソフトバンクホークスは、育成選手の中村亮太を支配下選手登録したことを発表。背番号は60[295]。
  - 東京ヤクルトスワローズが、対横浜DeNAベイスターズ11回戦（神宮球場）に勝利し、優勝マジック53を史上最速で点灯させた[296][注 15]。またこの試合の4回裏ヤクルトの攻撃中、隣接する国立競技場で行われていたサッカーJ1リーグ・清水エスパルス対横浜F・マリノス戦で打ち上げられた花火の影響により試合が1分ほど中断するハプニングがあった[297]。
  - 千葉ロッテマリーンズは、二軍監督の鳥越裕介が新型コロナウイルスの陽性判定を受けたことを発表。当面の間は二軍チーフ打撃コーチの堀幸一が監督代行を務める[298]。
- 3日
  - 阪神タイガースの大山悠輔が通算100本塁打。史上305人目[299]。球団日本人では田淵幸一、掛布雅之、岡田彰布に続いて4番目のスピード到達となった。
- 5日
  - オリックス・バファローズは、育成選手の中村勝を支配下選手登録したことを発表。背番号は68[300]。
  - 読売ジャイアンツは、前パドレス傘下3Aエルパソ・チワワズ所属のイアン・クロールと契約に合意したことを発表。背番号は65[301]。
- 6日
  - 埼玉西武ライオンズの中村剛也が対オリックス・バファローズ14回戦（京セラドーム大阪）で通算1956個目の三振を記録し、清原和博の日本記録を更新した[302]。また、この試合で一軍監督の辻発彦が監督通算400勝を達成した[303]。
- 8日
  - 中日ドラゴンズの石岡諒太とオリックス・バファローズの後藤駿太の交換トレードが両球団から発表された[304]。
- 9日
  - 東京ヤクルトスワローズは、一軍監督の髙津臣吾をはじめ、選手スタッフ合わせて14名が新型コロナウイルスの検査で陽性となったことから、神宮球場で予定されていた阪神タイガースとの試合を中止することを発表[305]。
- 10日
  - 東京ヤクルトスワローズは、新たに9名が新型コロナウイルスの検査で陽性となったことと同日の阪神タイガース戦の中止、12日からの公式戦は一軍作戦コーチの松元ユウイチが監督代行を務めて行うこと、二軍の選手編成が困難になったことから11日からのイースタン・リーグでの対読売ジャイアンツ3連戦は中止することなどを発表[306]。
- 11日
  - 読売ジャイアンツは、育成選手の井上温大を支配下選手登録したことを発表。背番号は97[307]。
- 13日
  - 埼玉西武ライオンズは、育成選手の中熊大智を支配下選手登録したことを発表。背番号は64[308]。
- 14日
  - 埼玉西武ライオンズは、二軍監督の西口文也が新型コロナウイルス検査で陽性となったため、復帰まで二軍野手総合兼打撃コーチの小関竜也が二軍監督代行を務めることを発表した[309]。
  - 福岡ソフトバンクホークスは、タイラー・チャトウッドの退団を発表[310]。
  - 東京ヤクルトスワローズが球団通算5000敗。史上6球団目[311]。
- 16日
  - 福岡ソフトバンクホークスは、日本海オセアンリーグ・福井ネクサスエレファンツ所属の秋吉亮を獲得したことを発表。背番号は49[312]。
  - 横浜DeNAベイスターズは、前シカゴ・カブス傘下3A所属のロバート・ガゼルマンを獲得したことを発表[313]。
- 17日
  - 広島東洋カープは、森翔平、中村奨成、宇草孔基ら二軍選手18名とチームスタッフ4名が前日行った定期PCRスクリーニング検査で、新型コロナウイルスの陽性判定を受けたことを発表[314]。これを受け、福岡ソフトバンクホークスは19日からタマホームスタジアム筑後で予定していたウエスタン・リーグの対広島3連戦を中止することを発表した[315]。また、この日の対読売ジャイアンツ戦（東京ドーム）では、堂林翔太が満塁ホームランを打ち、チーム3試合連続満塁ホームランを記録した。球団では31年ぶり、同一カード3連戦での記録はプロ野球72年ぶり[316]。
  - 中日ドラゴンズは、育成選手のルーク・ワカマツの支配下選手登録を発表[317]。背番号は96。合わせて右投両打から右投左打に登録が変更された[318]。
  - 千葉ロッテマリーンズの荻野貴司が通算250盗塁。史上48人目[319]。
- 18日
  - 横浜DeNAベイスターズは、マイケル・ピープルズのウェイバー公示手続きを申請したことを発表[320]。
  - 読売ジャイアンツが対東京ヤクルトスワローズ16回戦（神宮球場）で、史上初となる4試合連続の満塁本塁打被弾[321]。
  - 中日ドラゴンズの谷元圭介が通算500試合登板。史上104人目[322]。
- 19日
  - 北海道日本ハムファイターズは、18日時点で一軍監督の新庄剛志を含め選手・スタッフ合わせて15人が新型コロナウイルス感染の陽性判定を受けたため、19日から一軍バッテリーコーチの山田勝彦が監督代行を務めることを発表[323]。
  - 読売ジャイアンツは鍵谷陽平、髙橋優貴、畠世周、ゼラス・ウィーラーら二軍選手11名、二軍コーチ2名、ファームスタッフ4人の計17人が新型コロナウイルス陽性判定を受けたと発表。この日と翌20日にジャイアンツ球場で予定していたイースタン・リーグの対ロッテ戦の中止も発表された[324]。
- 20日
  - 北海道日本ハムファイターズは、19日に山田勝彦監督代行を含む選手・スタッフ合わせて5人が追加で新型コロナウイルス感染の陽性判定を受けた[325]ため、20日からは2軍監督の木田優夫が監督代行を、2軍打撃コーチの渡辺浩司が2軍監督代行を務めることを発表[326]。
  - 読売ジャイアンツは、当日の試合後に、岡本和真、菅野智之、中田翔など一軍の選手・スタッフ合わせて38人が新型コロナウイルス感染の陽性判定を受けたことを発表[327]。試合前の大勢、菊地大稀も含め、陽性判定者が57名まで拡大している[328]。
- 21日
  - NPBは12球団による臨時の実行委員会を開き、新型コロナ感染者が続出している読売ジャイアンツのチーム編成が困難な状況などを鑑み、同月22日から24日までバンテリンドーム ナゴヤで実施予定であった中日対巨人3連戦の延期を決定した[329]。また、同月26・27日に予定されているオールスターゲームについて、出場予定選手に感染者が続出している事態については代替選手が出場して実施する方針を明らかにした[330]。さらに同月23日に予定されているフレッシュオールスターゲームについて、11名の出場予定選手の変更を発表した[331]。
  - 読売ジャイアンツは、この日のスクリーニング検査で新たに山口俊、増田大輝、中川皓太など選手8人含む10人が新型コロナウイルス陽性判定となり、この日までに陽性者は67人に拡大した[332]。
  - 阪神タイガースは、2023年から二軍春季キャンプを沖縄県うるま市で行うことを発表。秋季キャンプは従来通り高知県安芸市で行う[333]。
- 22日
  - NPBはオールスターゲーム出場予定選手のうち、新型コロナ陽性の大勢、菅野智之、中田翔、岡本和真、丸佳浩（以上、巨人）、増田達至（埼玉西武）、野村佑希（北海道日本ハム）と負傷の坂本勇人（巨人）、松本剛（北海道日本ハム）の9選手の出場辞退、パ・リーグの代替出場選手2選手を発表した[334]。
  - 読売ジャイアンツは、この日のスクリーニング検査で新たに一軍監督の原辰徳、選手4人を含む6人が新型コロナ陽性判定となり、この日までに陽性者は73人に拡大した[335]。
  - 阪神タイガースが球団通算5500勝。史上3球団目。また、一軍監督の矢野燿大が監督通算250勝[336]。
  - 福岡ソフトバンクホークスは、二軍監督の小久保裕紀が新型コロナ陽性判定となったことを発表[337]。翌23日にコーチとして出場予定であったフレッシュオールスターゲームは、二軍外野守備走塁コーチの井出竜也が代替として出場することが決定[338]。
- 23日
  - 東北楽天ゴールデンイーグルスの島内宏明が通算1000安打。史上312人目で、球団生え抜きでは銀次に続き史上2人目[339]。
- 25日
  - 阪神タイガースは、育成選手の岩田将貴を支配下選手登録したことを発表。背番号は93[340]。
  - NPBは同月26日・27日のオールスターゲームの出場辞退者に代わる補充選手と、コーチとして出場予定であった読売ジャイアンツ一軍監督の原辰徳に代わり、三軍監督の駒田徳広が代替として出場することを発表した[341]。
- 27日
  - 中日ドラゴンズは、育成選手のペドロ・レビーラとギジェルモ・ガルシアの両名を支配下登録したことを発表。背番号はレビーラが94、ガルシアが95[342]。
- 28日
  - 横浜DeNAベイスターズの伊藤裕季也と東北楽天ゴールデンイーグルスの森原康平の交換トレードが両球団から発表された[343][344]。
  - 読売ジャイアンツは、育成選手の勝俣翔貴を支配下選手登録したことを発表。背番号は92[345]。
  - 福岡ソフトバンクホークスは、育成選手の黒瀬健太を支配下選手登録したことを発表。背番号は12[346]。
  - 埼玉西武ライオンズは、育成選手の赤上優人を支配下選手登録したことを発表。背番号は67[347]。
  - オリックス・バファローズは、育成選手の東晃平と宇田川優希の両名を支配下登録したことを発表。背番号は東が95、宇田川が96[348]。
  - NPBは、読売ジャイアンツからのチーム編成が困難であるとの申し入れを受け、29・30日に予定されていた横浜DeNAベイスターズ対読売ジャイアンツ戦（横浜スタジアム）を中止にすることを発表（その後、31日の試合も中止決定）[349][350]。
- 29日
  - 東京ヤクルトスワローズの坂本光士郎と千葉ロッテマリーンズの山本大貴の交換トレードが両球団から発表された[351][352]。
  - 東京ヤクルトスワローズは、育成選手の赤羽由紘を支配下選手契約したことを発表。背番号は71[353]。
  - 阪神タイガースは、二軍監督の平田勝男が発熱などによる体調不良（その後、検査で新型コロナ陽性が判明）のため、二軍バッテリーコーチの野村克則が二軍監督代行を務めることを発表した[354][355]。
- 30日
  - 横浜DeNAベイスターズは、育成選手の平良拳太郎と宮城滝太の両名を支配下登録することを決定したと発表。背番号は平良が59、宮城が92[356]。
  - 千葉ロッテマリーンズは、育成選手の松永昂大と山本大斗の両名と支配下選手契約を結んだと発表。背番号は松永が28、山本が61[357]。
  - 東北楽天ゴールデンイーグルスは、育成選手の宮森智志を支配下選手登録したと発表。背番号は72[358]。また、一軍監督の石井一久が前日に新型コロナ陽性者と接触し自主隔離（その後、検査で新型コロナ陽性が判明）となったため、一軍ヘッドコーチの真喜志康永が監督代行を務めることを発表した[359][360]。
  - 埼玉西武ライオンズの與座海人が、対福岡ソフトバンクホークス13回戦（福岡PayPayドーム）でチーム初完投となる完封勝利を記録。チーム95試合目での初完投は2021年に西武が記録した93試合を抜き、NPB史上再遅[361][注 16]。

### 8月
- 2日
  - 東京ヤクルトスワローズの村上宗隆が対中日ドラゴンズ14回戦（明治神宮野球場）で、NPB新記録となる5打席連続本塁打を記録[362]。
  - 阪神タイガースは、新型コロナウイルス感染の影響でチーム編成が困難であるとして、同月5日に阪神鳴尾浜球場で予定されていたウエスタン・リーグ対福岡ソフトバンクホークス戦の中止を発表した[363]。
  - 北海道日本ハムファイターズは、新型コロナウイルス感染の影響でチーム編成が困難であるとして、同月5日から7日に鎌ケ谷スタジアムで予定されていたイースタン・リーグ対東北楽天ゴールデンイーグルス3連戦の中止を発表した[364]。
- 3日
  - 中日ドラゴンズの大島洋平が対東京ヤクルトスワローズ15回戦（明治神宮野球場）で、セ・リーグタイ記録且つ球団新記録となる1試合6安打を記録[365]。
- 4日
  - 北海道日本ハムファイターズの中島卓也が通算250犠打。史上21人目[366]。
  - 読売ジャイアンツは、二軍監督の二岡智宏が新型コロナウイルス陽性と判定された為、二軍打撃コーチの小笠原道大が監督代行を務めることを発表した[367]。
- 6日
  - 読売ジャイアンツ一軍監督の原辰徳が監督通算1200勝。史上10人目[368]。
  - 横浜DeNAベイスターズ一軍監督の三浦大輔が監督通算100勝を達成[369]。
- 7日
  - 広島東洋カープの秋山翔吾が日米通算1500安打[370]。また、西川龍馬がNPB通算令和5000号となる本塁打を記録[371]。
  - 読売ジャイアンツが対東京ヤクルトスワローズ21回戦（明治神宮野球場）で、球団史上ワーストとなる1シーズン8本目の満塁本塁打被弾[372]。
- 8日
  - NPBの2023年度日程大綱が実行委員会で承認され、開幕は3月31日とし、新球場での開幕となる北海道日本ハムファイターズのみ1日早い3月30日になることが発表された[373]。
- 9日
  - この日が誕生日の北海道日本ハムファイターズの近藤健介が、対埼玉西武ライオンズ17回戦（札幌ドーム）でサヨナラ本塁打。自身の誕生日にサヨナラ本塁打を打ったのは、1954年7月1日の土井垣武以来、NPB史上2人目[374]。
- 10日
  - 埼玉西武ライオンズは、二軍の一時的な選手の不足に伴い、ブルペン捕手兼スコアラーの駒月仁人と育成選手契約を結んだことを発表[375]。
  - 千葉ロッテマリーンズの荻野貴司が通算1000安打。史上313人目で、36歳9ヶ月での達成は球団史上最年長[376]。
- 11日
  - 東京ヤクルトスワローズの村上宗隆が、対広島東洋カープ18回戦（マツダスタジアム）でシーズン40号本塁打を記録。22歳6ヶ月での40号本塁打は、1963年の王貞治・1985年の秋山幸二の記録を更新する史上最年少[377]。
- 12日
  - 埼玉西武ライオンズの中村剛也が、NPB史上14人目の通算450本塁打と、NPB史上45人目となる通算1000得点を同時に記録[378]。
- 13日
  - 読売ジャイアンツの直江大輔が、対広島東洋カープ20回戦（東京ドーム）で、今季球団7人目となるプロ初勝利。1シーズンに7人が初勝利を挙げるのは、球団最多且つ2005年の中日ドラゴンズ、2017年のオリックス・バファローズに並ぶNPB最多タイ記録[379]。
- 16日
  - 埼玉西武ライオンズは、内海哲也が今季限りで現役引退することを発表[380]。
  - 横浜DeNAベイスターズが対読売ジャイアンツ14回戦（横浜スタジアム）に勝利し、球団新記録の本拠地12連勝を記録[381]。
  - 広島東洋カープは、一軍監督の佐々岡真司のほか、一岡竜司、菊池涼介、小園海斗、野間峻祥、薮田和樹などスタッフ3名を含む11名が新型コロナウイルスの陽性判定を受けたことと、佐々岡の陽性判定を受けて一軍外野守備走塁コーチの河田雄祐が一軍監督代行を務めることを発表した[382]。
- 17日
  - 中日ドラゴンズの谷元圭介が通算150ホールド、史上11人目[383]。
  - 広島東洋カープは、一軍打撃コーチの迎祐一郎と白濱裕太の新型コロナウイルス感染を発表[384]。
- 19日
  - 東北楽天ゴールデンイーグルスの浅村栄斗が通算250本塁打。史上67人目[385]。
- 21日
  - 福岡ソフトバンクホークスの野村勇が、対北海道日本ハムファイターズ21回戦（福岡PayPayドーム）で、1939年の鶴岡一人に並ぶ球団新人史上最多タイの10号本塁打を記録[386]。新人の2桁本塁打は史上59人目、パ・リーグでは2016年の吉田正尚（オリックス）以来史上21人目[387]。
  - 横浜DeNAベイスターズの牧秀悟が、対広島東洋カープ20回戦（横浜スタジアム）で、球団史上初の新人から2年連続となる20本塁打を記録[388][注 17]。
- 23日
  - 読売ジャイアンツの中田翔が通算1000打点。史上47人目で平成生まれでは初[389]。
  - 東京ヤクルトスワローズ対広島東洋カープ19回戦（明治神宮野球場）で、東京ヤクルトスワローズの石川雅規が史上7人目の通算500試合先発登板を[390]、村上宗隆が岩村明憲の球団日本人記録を更新する45号本塁打を記録[391]。また、同試合で広島東洋カープの長野久義が通算1500試合出場。史上202人目[392]。
  - 北海道日本ハムファイターズ対オリックス・バファローズ20回戦（釧路市民球場）で、濃霧の影響で暗くなり、照明設備もないことから試合続行が困難となり、7回終了時点で日没コールド。2019年8月28日の同球場での日本ハム対西武以来3年ぶり[393]。
- 24日
  - 横浜DeNAベイスターズの山崎康晃が通算200セーブ。史上8人目で、29歳10ヶ月での達成は1998年の佐々木主浩の30歳6ヶ月を抜き、史上最年少[394]。
  - 千葉ロッテマリーンズの唐川侑己が対埼玉西武ライオンズ21回戦（ZOZOマリンスタジアム）で勝利投手となり、球団史上初の入団1年目から15年連続勝利を記録[395][注 18]。
- 25日
  - オリックス・バファローズは、一軍監督の中嶋聡とスタッフ1名が新型コロナウイルス陽性と判定されたことと、ヘッドコーチの水本勝己が監督代行を務めることを発表した[396]。
- 26日
  - 東京ヤクルトスワローズの村上宗隆が通算150号本塁打。史上179人目で、22歳6ヶ月での達成は1990年の清原和博の22歳11ヶ月を抜く史上最年少[397]。また、この試合で2本塁打を放ちプロ野球タイ記録のシーズン11度目の複数本塁打を記録した[397]。更に、この試合で横浜DeNAベイスターズの本拠地での連勝が17でストップした[398]。
  - 読売ジャイアンツの大勢が、対広島東洋カープ22回戦（マツダスタジアム）で、史上4人目となる新人での30セーブを記録[399]。
- 27日
  - 北海道日本ハムファイターズのコディ・ポンセがノーヒットノーランを達成（球団では西崎幸広以来、27年ぶり6人目。外国人投手では初[400]）。史上87人目・96回目[400]。年間5度の無安打無得点試合は82年ぶり、NPBタイ記録[400][注 19]。
- 28日
  - 埼玉西武ライオンズが球団通算5000勝。史上6球団目で、1950年の2リーグ分裂後に誕生した球団では史上最速[401]。
  - 東京ヤクルトスワローズの村上宗隆が、対横浜DeNAベイスターズ19回戦（横浜スタジアム）で、1978年のチャーリー・マニエルの記録を更新する球団新記録の11打席連続出塁を記録[402]。
- 30日
  - 埼玉西武ライオンズの森友哉が通算100本塁打。史上306人目[403]。
  - 東北楽天ゴールデンイーグルス対オリックス・バファローズ18回戦の試合中、楽天生命パーク宮城のグラウンド内やスタンドに大量の蛾が押し寄せるハプニングが発生。選手はグローブや手で蛾を追い払ったり、一部の観客がスタンドから避難する騒ぎとなった。ただし試合は中断せずにそのまま進行した[404][405]。
- 31日
  - NPBと日本プロ野球選手会は、現役ドラフトを12月上旬に開催することで合意[406]。

### 9月
- 1日
  - 東北楽天ゴールデンイーグルス対オリックス・バファローズ20回戦の9回表オリックスの攻撃中、楽天生命パーク宮城に10羽以上の鳥の群れがグラウンド内を飛び回った影響により試合が中断するハプニングが起きた。同球場では5年前の2017年8月30日[注 20]の対埼玉西武ライオンズ戦でも同様の事象により試合が58分間中断した他、2日前の8月30日には蛾が大量発生する事象も起きている[407][408]。→8月30日の出来事も参照
- 2日
  - 東京ヤクルトスワローズの村上宗隆が、対中日ドラゴンズ19回戦（明治神宮野球場）で今シーズン50号本塁打を記録。日本人では2002年の松井秀喜以来20年振りで、22歳7ヶ月での達成は史上最年少[409]。
  - 読売ジャイアンツの丸佳浩が通算300二塁打。史上75人目で平成生まれでは初[410]。
  - 北海道日本ハムファイターズの伊藤大海が今季10勝目を挙げ、1988年の西崎幸広以来球団34年振りとなる新人から2年連続の2桁勝利を記録[411]。
- 4日
  - 広島東洋カープが対横浜DeNAベイスターズ23回戦（マツダスタジアム）で、1970年10月11日 - 13日に記録して以来52年振りとなる、本拠地での同一カード3連戦3連続完封勝利を記録[412][注 21]。
  - 埼玉西武ライオンズのディートリック・エンスが、対福岡ソフトバンクホークス20回戦（福岡PayPayドーム）で10勝目を記録。外国人左腕投手の2桁勝利は1953年のマリオン・オニール以来球団69年振り[413]。
- 7日
  - 千葉ロッテマリーンズの荻野貴司が通算1000試合出場。史上516人目[414]。また、山口航輝が球団の高卒4年目以内の打者では1991年の堀幸一以来31年振りとなる2桁本塁打を記録した[415]。
  - 読売ジャイアンツが対横浜DeNAベイスターズ18回戦（東京ドーム）で、東京ドーム最多タイの23安打と15年振りのサイクル本塁打[注 22]を記録[416]。また、この試合でアダム・ウォーカーとグレゴリー・ポランコの両外国人が本塁打を放ち今季20号に到達。来日一年目の外国人選手2人がそれぞれ20本塁打を記録するのは球団史上初[417]。
- 8日
  - 中日ドラゴンズは、福留孝介が現役引退することを発表[418]。
  - 埼玉西武ライオンズの増田達至が通算500試合登板。史上105人目[419]。
- 9日
  - 阪神タイガースの藤浪晋太郎が通算1000奪三振。史上154人目[420]。
- 10日
  - 阪神タイガースが対横浜DeNAベイスターズ24回戦（横浜スタジアム）で、球団ワーストとなる今季25度目の完封負け[421]。
  - 北海道日本ハムファイターズの近藤健介が通算1000安打。史上314人目[422]。
  - 東北楽天ゴールデンイーグルスの宮森智志が、パ・リーグ新記録となる初登板から18試合連続無失点を記録[423]。
- 11日
  - 北海道日本ハムファイターズの近藤健介が通算1000試合出場。史上517人目[424]。
  - 東北楽天ゴールデンイーグルスの松井裕樹が、対千葉ロッテマリーンズ25回戦（楽天生命パーク宮城）で通算5回目の30セーブを記録。史上4人目で、パ・リーグの球団に在籍しての達成は史上初[425]。
  - 東京ヤクルトスワローズの小川泰弘が、対横浜DeNAベイスターズ20回戦（横浜スタジアム）で決勝打を記録し、チームは1対0で勝利。チームは6月3日にも小川の決勝打で1対0で勝利しており、投手が1対0の試合の決勝打をシーズンで2回記録するのは2リーグ制後初[426]。→6月3日の出来事も参照
  - 読売ジャイアンツの中田翔が、対広島東洋カープ25回戦（マツダスタジアム）で、今季球団5人目となる20号本塁打を記録。1シーズンに5人が20本塁打を記録するのは、2007年以来球団15年振り[427]。また、同試合で丸佳浩が通算250本塁打。史上68人目[428]。
  - 中日ドラゴンズが対阪神タイガース24回戦（阪神甲子園球場）で、球団ワーストとなる今季25回目の完封負け[429]。
- 12日
  - 北海道日本ハムファイターズが対千葉ロッテマリーンズ18回戦（ZOZOマリンスタジアム）に敗戦し、4年連続のBクラスが確定[430]。
- 13日
  - 阪神タイガースの糸井嘉男が今季限りでの現役引退を表明[431][注 23]。また、同日の対広島東洋カープ22回戦（阪神甲子園球場）で島本浩也が初登板からの連続無敗試合を117とし、桟原将司の球団記録を更新[432]。更に、同試合では広島東洋カープの栗林良吏がセーブを挙げ、史上2人目の新人から2年連続となる30セーブを記録した[433]。
  - 東京ヤクルトスワローズの村上宗隆が、対読売ジャイアンツ24回戦（明治神宮野球場）で2本塁打を放ち、シーズン55号本塁打に到達。日本人選手としては1964年の王貞治以来58年ぶりで、NPB日本人選手最多タイ・歴代2位タイ。また、1試合複数本塁打シーズン12回目はNPB新記録、シーズン132打点は球団新記録[434]。
  - オリックス・バファローズの平野佳寿が通算150ホールド。史上12人目で、150ホールドと200セーブの両方を記録するのは藤川球児以来史上2人目[435]。
- 14日
  - 埼玉西武ライオンズの隅田知一郎が対福岡ソフトバンクホークス23回戦（福岡PayPayドーム）で、球団ワースト且つパ・リーグ新人史上初のシーズン10連敗を記録[436]。
  - 千葉ロッテマリーンズの中村奨吾が通算100盗塁。史上249人目[437]。
  - NPBは、13日の阪神タイガース対広島東洋カープ22回戦の公式記録訂正を発表。勝利投手が森浦大輔から松本竜也に変更され、森浦にはホールドが記録された[438]。
- 15日
  - オリックス・バファローズは、能見篤史が今季限りで現役引退することを発表[439]。
- 16日
  - 福岡ソフトバンクホークスの森唯斗が対東北楽天ゴールデンイーグルス23回戦（楽天生命パーク宮城）でプロ入り初の先発登板。登板461試合目での初先発は史上最遅[440]。
- 17日
  - 横浜DeNAベイスターズの宮崎敏郎が通算1000安打。史上315人目[441]。
  - 東京ヤクルトスワローズが対中日ドラゴンズ23回戦（バンテリンドームナゴヤ）で引き分けクライマックスシリーズ進出が確定[442]。
- 18日
  - 東京ヤクルトスワローズが対阪神タイガース22回戦（阪神甲子園球場）に勝利し2位以上が確定[443]。
  - 北海道日本ハムファイターズが対千葉ロッテマリーンズ22回戦（札幌ドーム）に敗れ9年振りの最下位が確定[444]。
  - 読売ジャイアンツが対横浜DeNAベイスターズ20回戦（東京ドーム）に敗れ、東京ドーム開場以来初の2年連続本拠地での負け越しが決定した[445]。
- 20日
  - NPBは、17日の中日ドラゴンズ対東京ヤクルトスワローズ23回戦で球審への選手交代の通告を怠った中日ドラゴンズ一軍監督の立浪和義に対し、厳重注意の制裁を科したことを発表した[446]。
  - 横浜DeNAベイスターズの伊勢大夢が、対阪神タイガース25回戦（阪神甲子園球場）で、球団新記録の39ホールドポイントを記録[447]。
  - 千葉ロッテマリーンズ対オリックス・バファローズ23回戦（ZOZOマリンスタジアム）の6回表、グラウンド内に鳥の群れが襲来し試合が21分間中断するハプニングが発生[448]。
- 23日
  - 福岡ソフトバンクホークスは、明石健志が今季限りで現役引退することを発表[449]。
  - 阪神タイガースの佐藤輝明が、対広島東洋カープ25回戦（マツダスタジアム）で、左打者では史上初となる新人年から2年連続となる20本塁打を記録[450]。
  - 読売ジャイアンツの井上温大が、対中日ドラゴンズ23回戦（バンテリンドームナゴヤ）で、NPB新記録となる今季球団8人目のプロ初勝利を記録[451]。
  - 横浜DeNAベイスターズが対東京ヤクルトスワローズ22回戦（明治神宮野球場）に勝利しクライマックスシリーズ進出が決定[452]。
- 24日
  - 読売ジャイアンツの岡本和真が対中日ドラゴンズ24回戦（バンテリンドームナゴヤ）で、王貞治・松井秀喜に次ぎ球団史上3人目で球団右打者史上初の5年連続30本塁打を記録[453]。
  - オリックス・バファローズが対東北楽天ゴールデンイーグルス23回戦（楽天生命パーク宮城）に勝利し、球団初の2年連続クライマックスシリーズ進出が確定[454][注 24]。
  - 東京ヤクルトスワローズ対横浜DeNAベイスターズ23回戦（明治神宮野球場）は、降雨の影響でセ・リーグ最長の定刻より1時間30分遅れで試合開始となった[455]。
  - NPBは、9月22日の東京ヤクルトスワローズ対中日ドラゴンズ25回戦（明治神宮野球場）の9回裏に選手交代の通告を怠った中日ドラゴンズ一軍監督の立浪和義に対し、厳重注意及び制裁金5万円、再発防止策の検討と報告の制裁を課したことを発表。立浪は9月17日の対ヤクルト戦でも選手交代の通告を怠ったとして厳重注意の制裁を科されたばかりだった[456]。→9月20日の出来事も参照
- 25日
  - 読売ジャイアンツが対中日ドラゴンズ25回戦（バンテリンドームナゴヤ）に敗れ、2005年 - 2006年以来球団史上2度目の2年連続シーズン負け越しが確定[457][注 25]。この結果、横浜DeNAベイスターズの2位以上が確定した[458]。
  - 北海道日本ハムファイターズ対東北楽天ゴールデンイーグルス24回戦（札幌ドーム）で、日本ハムの達孝太、畔柳亨丞、松浦慶斗の3選手が一軍初出場。これにより今季一軍で出場した選手が68人となり、NPBのシーズン最多記録を更新した[459]。
  - 東京ヤクルトスワローズが対横浜DeNAベイスターズ24回戦（明治神宮野球場）に丸山和郁のサヨナラ打で勝利し、2年連続9度目のセントラル・リーグ優勝が決定。ヤクルトのリーグ連覇は1992年、93年以来29年振り[460]。また、新人選手のサヨナラ打でリーグ優勝が決定するのはNPB史上初[461][注 26]。
- 26日
  - 福岡ソフトバンクホークスが対千葉ロッテマリーンズ24回戦（福岡PayPayドーム）に勝利し、クライマックスシリーズ進出が決定[462]。またオリックス・バファローズの2位以上も確定した。
  - 北海道日本ハムファイターズの加藤貴之が、この日の登板で規定投球回に到達。この日以降シーズン終了まで登板がなかったため、シーズン与四球数11でNPB最少記録を更新[463]。
- 27日
  - 中日ドラゴンズが、対横浜DeNAベイスターズ22回戦（横浜スタジアム）で敗れたため、2年連続のBクラスが確定[464]。一方、DeNAは3年ぶりにシーズン勝ち越しを決めた[465]。
  - NPB審判員の飯塚富司が定年のため、この日行われたオリックス・バファローズ対東北楽天ゴールデンイーグルス24回戦（京セラドーム大阪）をもって引退した[466]。
- 28日
  - 東京ヤクルトスワローズの嶋基宏[467]と内川聖一[468]が、今シーズン限りで現役を引退することを表明。
  - 福岡ソフトバンクホークスは、松田宣浩と来季契約を結ばないことを発表[469]。松田は他球団での現役続行を希望している[470]。
  - 北海道日本ハムファイターズ一軍監督の新庄剛志が、札幌ドーム最終戦後のセレモニーで続投要請の受託と登録名の「SHINJO」への変更を表明[471]。
- 29日
  - 東京ヤクルトスワローズは、坂口智隆が今シーズン限りで現役を引退することを発表した[472]。
  - 中日ドラゴンズは、規律違反を行ったとして上田洸太朗を謹慎処分にしたことを発表[473]。また、チームは対横浜DeNAベイスターズ24回戦（横浜スタジアム）に敗れたため、6年ぶりの最下位が確定[474]。
  - 東北楽天ゴールデンイーグルスが対福岡ソフトバンクホークス24回戦（楽天生命パーク宮城）に敗れ4位以下が確定[475]。また埼玉西武ライオンズのクライマックスシリーズ進出も決定した。
- 30日
  - 埼玉西武ライオンズの十亀剣が今シーズン限りでの現役引退を表明[476]。
  - 中日ドラゴンズの堂上直倫が通算1000試合出場。史上518人目[477]。
  - 福岡ソフトバンクホークスの和田毅がNPB通算150勝。史上50人目で、41歳7ヶ月での達成は史上最年長[478]。
  - 広島東洋カープが対東京ヤクルトスワローズ25回戦（マツダスタジアム）に敗れ、4年連続の4位以下が確定[479]。

### 10月
- 1日
  - 読売ジャイアンツが対横浜DeNAベイスターズ24回戦（横浜スタジアム）で敗れたため、読売ジャイアンツの5年ぶりの4位以下と阪神タイガースのクライマックスシリーズ進出が決定し、セントラル・リーグの全順位が確定[480]。阪神タイガースは17年ぶりとなる4年連続Aクラス[481]。
- 2日
  - 広島東洋カープは、一軍監督の佐々岡真司と一軍ヘッド兼外野守備走塁コーチの河田雄祐の辞任及び退団を発表[482][483]。
  - 読売ジャイアンツの大勢が対横浜DeNAベイスターズ25回戦（横浜スタジアム）でセーブを挙げ、新人最多タイ記録となる37セーブ目を記録した[484]。
  - 埼玉西武ライオンズの武隈祥太が現役引退することを発表[485]。
  - オリックス・バファローズが対東北楽天ゴールデンイーグルス25回戦（楽天生命パーク宮城）で勝利し、福岡ソフトバンクホークスが対千葉ロッテマリーンズ25回戦（ZOZOマリンスタジアム）で敗れたため、オリックス・バファローズが2年連続14回目のパシフィック・リーグ優勝[486]。2年連続のマジック点灯無しでの優勝は史上初[487][注 27][注 28]。
  - パシフィック・リーグの全日程が終了。オリックス・バファローズの山本由伸がNPB史上初となる2年連続投手五冠達成[488]。
  - 千葉ロッテマリーンズ一軍監督の井口資仁が退任を発表[489]。
- 3日
  - 東京ヤクルトスワローズの村上宗隆が対横浜DeNAベイスターズ25回戦（明治神宮野球場）で、日本人歴代最多記録かつ歴代単独2位となる今季56号本塁打を記録[490]。
  - セントラル・リーグ全日程終了。東京ヤクルトスワローズの村上宗隆が2004年の松中信彦以来18年ぶり8人目となる三冠王を獲得。史上最年少で令和では初[491]。また、阪神タイガースの青柳晃洋が勝利数、勝率、防御率の3部門でトップとなり、2003年の井川慶以来球団史上3人目の投手三冠を達成した[492]。
  - 第一次戦力外通告期間開始（支配下選手は10月7日まで、育成選手は10月28日まで）[493][494]。
  - 東北楽天ゴールデンイーグルスは、福井優也、福山博之、川島慶三の3選手に戦力外通告したことを発表[495]。また、真喜志康永一軍ヘッドコーチと来季の契約は結ばないことを発表[496]。
  - 読売ジャイアンツは、いずれも育成選手のダニエル・ミサキ、鈴木優、エスタミー・ウレーニャ、黒田響生、伊藤海斗の5選手に来季の契約を結ばないことを通告したと発表[497]。
  - 北海道日本ハムファイターズは、谷川昌希、望月大希、片岡奨人、宮田輝星、育成契約の高山優希、樋口龍之介、難波侑平の7選手に対し、来期の契約を結ばないことを通告したと発表[498]。
  - 横浜DeNAベイスターズ一軍監督の三浦大輔の来季続投が決定[499]。
- 4日
  - 埼玉西武ライオンズは、牧野翔矢、育成契約の齊藤大将、粟津凱士、伊藤翔、上間永遠、出井敏博の6選手に対し、来季の契約を結ばないことを通告したと発表[500]。
  - 広島東洋カープは、高橋樹也、中神拓都と育成選手の戸田隆矢に対し来季の契約を結ばないことを通告したと発表[501]。また、球団OBのジャレッド・フェルナンデスがみやざきフェニックス・リーグの期間中、臨時投手コーチとしてチームに合流することを発表した[502]。
  - 中日ドラゴンズは、平田良介、佐藤優、マルク、ジョアン・タバーレス、山下斐紹、ルーク・ワカマツ、渡辺勝、滝野要、育成契約の大嶺祐太、濱田達郎の10選手に対し、来季の契約を結ばないことを通告したと発表[503]。濱田は現役引退を表明[504]。平田は現役続行を希望し自由契約を選択[505]。
  - 北海道日本ハムファイターズは、育成選手の速水隆成から今季限りで引退するとの申し出があり、これを了承したことを発表[506]。また、コディ・ポンセ、コナー・メネズ、アリスメンディ・アルカンタラの外国人3選手の来季の契約延長が合意に達したことも発表された[507]。
  - オリックス・バファローズは、澤田圭佑、育成契約の谷岡楓太、松山真之、榊原翼、鶴見凌也、廣澤伸哉の6選手に対し来季の契約を結ばないことを通告したと発表[508]。
  - 東京ヤクルトスワローズは、寺島成輝、吉田大成、中山翔太の3選手に対し来季の契約を結ばないことを通告したと発表[509]。
  - 阪神タイガースは、尾仲祐哉、守屋功輝、小野泰己、育成契約の牧丈一郎の4選手に対し来季の契約を結ばないことを通告したと発表[510]。
  - 読売ジャイアンツ一軍監督の原辰徳の来期続投が決定[511]。
- 5日
  - オリックス・バファローズは、中川颯と海田智行の両名に対して来季の契約を結ばないことを通告したと発表。中川には育成での契約を打診、海田は現役続行を希望している[512]。
  - 北海道日本ハムファイターズは、レナート・ヌニェスの退団を発表[513]。
  - 千葉ロッテマリーンズは、二軍監督の鳥越裕介から辞任の申し出がありこれを受理したことを発表すると共に、一軍投手コーチの木村龍治、一軍打撃コーチの河野亮、一軍バッテリーコーチの清水将海、一軍戦略コーチ兼バッテリーコーチ補佐の的場直樹の4名が任期満了により退団したことを発表した[514]。
- 6日
  - 読売ジャイアンツは、一軍打撃コーチの金杞泰、横川史学、一軍打撃兼内野守備コーチの村田修一、一軍バッテリーコーチの實松一成、二軍外野守備走塁コーチの松本哲也、三軍打撃コーチの後藤孝志の退任を発表した[515]。
  - 千葉ロッテマリーンズは、二軍チーフ投手コーチの川越英隆が契約満了により退団することを発表[516]。また、吉田裕太に来季の契約を結ばないことを通知したこと、田中靖洋と松永昂大が現役引退することを発表した[517][518]。
- 7日
  - 広島東洋カープは、来季の一軍監督に新井貴浩が就任することを発表[519]。
  - 千葉ロッテマリーンズは、来季の一軍監督に吉井理人、一軍ヘッド兼打撃コーチに福浦和也が就任することを発表[520][521]。また、一軍ヘッド兼内野守備コーチの森脇浩司の退団と、育成選手のサンディ・サントスとホルヘ・ペラルタに来季の契約を結ばない旨を通知したことを発表した[522][523]。
  - 読売ジャイアンツは、井納翔一、桜井俊貴、勝俣翔貴の3選手と来季の契約を結ばないことを通告したと発表[524]。
  - 支配下選手に対する第一次戦力外通告期間終了。
- 8日
  - ファーム日本選手権（ひなたサンマリンスタジアム宮崎）で、東北楽天ゴールデンイーグルスが阪神タイガースに8-2で勝利し、2年ぶり2度目のファーム日本一[525]。
- 9日
  - 埼玉西武ライオンズは、一軍監督の辻発彦の今季限りでの退任を発表[526]。
- 11日
  - 東北楽天ゴールデンイーグルスは、一軍バッテリー兼守備戦略コーチの光山英和の退団を発表。また、育成選手の吉持亮汰に対し育成再契約を行わない旨を通知したことを発表した[527][528]。
- 13日
  - 読売ジャイアンツは、来季のコーチ陣容を以下の通り発表[529]。
    - 【一軍】原辰徳（監督）、阿部慎之助（ヘッド兼バッテリーコーチ）、川相昌弘（総合コーチ）、大久保博元（打撃チーフコーチ）、亀井善行（打撃コーチ）、元木大介（作戦兼内野守備コーチ）、鈴木尚広（外野守備兼走塁コーチ）、阿波野秀幸（投手チーフコーチ）、山口鉄也（投手コーチ）、村田善則（ブルペンコーチ）、穴吹育大（トレーニングコーチ）
    - 【二軍】二岡智宏（監督）、安藤強（総合コーチ）、三澤興一（投手チーフコーチ）、青木高広（投手コーチ）、古城茂幸（内野守備兼走塁コーチ）、橋本到（外野守備兼打撃コーチ）、加藤健（バッテリーコーチ）、石森卓（トレーニングコーチ）
    - 【三軍】駒田徳広（監督）、小笠原道大（打撃コーチ）、杉内俊哉（投手チーフコーチ）、矢貫俊之（投手コーチ）、脇谷亮太（内野守備コーチ）、金城龍彦（外野守備兼走塁コーチ）、市川友也（バッテリーコーチ）、ジョン・ターニー（トレーニングコーチ）
    - 【巡回】桑田真澄（ファーム総監督）、大竹寛（巡回投手兼トレーニングコーチ補佐）、久保康生（巡回投手コーチ）、石井昭男（巡回打撃コーチ）

  - 埼玉西武ライオンズは、松井稼頭央ヘッドコーチの監督就任を発表[530]。
  - 中日ドラゴンズは、波留敏夫一軍打撃コーチ、小笠原孝二軍投手コーチ、英智育成野手コーチの今季限りでの退任と、球団OBの和田一浩と来季のコーチ契約を結ぶことが決定したこと、アリエル・マルティネスの今シーズン限りでの退団を発表した[531]。
- 14日
  - 東北楽天ゴールデンイーグルスは、立花義家一軍打撃コーチ、垣内哲也二軍打撃コーチ、星孝典二軍バッテリーコーチ、金森栄治育成打撃コーチの契約満了による退団を発表[532]。また、戦力外となった川島慶三の現役引退[533]と二軍打撃コーチ就任、的場直樹の一軍バッテリーコーチ就任を発表[534]。またコーチ陣容も以下の通り発表されたが、二軍バッテリーコーチ及び二軍内野守備走塁コーチは後日発表とされた[535]。
    - 【一軍】石井一久（監督）、雄平（打撃コーチ）、後藤武敏（打撃コーチ）、小山伸一郎（投手コーチ）、石井貴（投手コーチ）、的場直樹（バッテリーコーチ）、塩川達也（内野守備走塁コーチ）、渡辺直人（内野守備走塁兼打撃コーチ補佐）、佐竹学（外野守備走塁兼作戦コーチ）
    - 【二軍】三木肇（監督）、今江敏晃（打撃コーチ）、川島慶三（打撃コーチ）、永井怜（投手コーチ）、久保裕也（投手コーチ）、岡田幸文（外野守備走塁コーチ）、奈良原浩（育成総合コーチ）、牧田明久（育成外野守備走塁コーチ）

  - 東京ヤクルトスワローズが、クライマックスシリーズファイナルステージでアドバンテージ含めて4勝0敗として日本シリーズ進出が決定。2年連続進出は1992・93年以来29年ぶり[536]。
- 15日
  - 阪神タイガースは、球団OBで2004年 - 2008年に監督を務めた岡田彰布の監督再就任を発表。また、井上一樹ヘッドコーチ、藤井康雄打撃コーチ、新井良太打撃コーチ、金村暁投手コーチ、藤井彰人バッテリーコーチ、久慈照嘉内野守備兼バント担当コーチの退団を発表した[537][538]。
  - オリックス・バファローズが、クライマックスシリーズファイナルステージでアドバンテージ含めて4勝1敗として2年連続の日本シリーズ進出が決定[539]。
  - 福岡ソフトバンクホークスの千賀滉大が、今季取得した海外FA権の行使を表明[540]。
  - 広島東洋カープは来季から着用する新ユニホームを発表、さらにはサプライスとして新井貴浩新監督が登場し、監督として付ける背番号25を披露した[541]。
- 16日
  - 支配下選手に対する第2次戦力外通告期間開始。日本シリーズ終了翌日（移動のあるチームは翌々日）まで[493]。
  - 横浜DeNAベイスターズは、三上朋也、倉本寿彦、浅田将汰、有吉優樹、髙城俊人、山下幸輝、宮本秀明の7選手に対して来季の契約を結ばないことを通告した[542]。
- 17日
  - 福岡ソフトバンクホークスは、秋吉亮、髙田知季、中谷将大、真砂勇介、育成選手の荒木翔太に対し来季の選手契約を締結しない旨を通達したと発表[543]。
  - 埼玉西武ライオンズは、熊代聖人に来季の契約を結ばないことを通告したと発表。また、佐藤友亮、上本達之、田辺徳雄の3コーチの退任を発表した。熊代は現役引退を表明。佐藤コーチは退団、上本・田辺両コーチはスタッフとして球団に残る予定[544][545]。
  - オリックス・バファローズは、椋木蓮、増井浩俊、富山凌雅、中村勝に来季の選手契約を行わない旨を通告したと発表[546]。
  - 北海道日本ハムファイターズは、金子千尋を自由契約とすることを発表した[547]。
  - 千葉ロッテマリーンズは、球団OBの黒木知宏が一軍投手コーチに就任することを発表[548]。
  - 阪神タイガースは、藤浪晋太郎のポスティングによるMLB移籍を容認することを発表[549]。
  - NPBは、来年のフレッシュオールスターゲームを7月18日に富山市民球場アルペンスタジアムで開催することを発表。富山での開催は12年ぶり3度目となる[550]。
  - NPBがフリーエージェント有資格者として国内44名、海外65名の合計109名を公示[551]。
- 18日
  - 埼玉西武ライオンズは、来季のコーチングスタッフを以下の通り発表[552]。
    - 【一軍】松井稼頭央（監督）、平石洋介（ヘッドコーチ）、豊田清（投手コーチ）、青木勇人（投手コーチ）、野田浩輔（バッテリーコーチ）、嶋重宣（打撃コーチ）、高山久（打撃コーチ）、黒田哲史（内野守備走塁コーチ）、赤田将吾（外野守備走塁コーチ）
    - 【ファーム】西口文也（監督）、清川栄治（投手総合コーチ）、小関竜也（野手総合兼打撃コーチ）、長田秀一郎（投手コーチ）、内海哲也（投手コーチ）、大石達也（投手コーチ）、中田祥多（二軍バッテリーコーチ）、荒川雄太（三軍バッテリーコーチ兼ブルペン捕手）、大島裕行（打撃コーチ）、阿部真宏（二軍内野守備走塁コーチ）、熊代聖人（二軍外野守備走塁コーチ）、鬼﨑裕司（三軍守備コーチ）

  - オリックス・バファローズは、西村凌に来季の選手契約を行わない旨を通告したと発表[553]。
  - 東京ヤクルトスワローズは、山野太一、近藤弘樹に来季の選手契約を行わない旨を通告したと発表[554]。
  - 中日ドラゴンズは、岩嵜翔、垣越建伸、加藤翼の3選手に来季の支配下契約を行わない旨を通告したと発表。3名とも育成で再契約の方針[555]。
  - 阪神タイガースの江越大賀と齋藤友貴哉、北海道日本ハムファイターズの渡邉諒と髙濱祐仁の交換トレードが両球団から発表された[556]。
- 19日
  - 横浜DeNAベイスターズは、浅田将汰と山下幸輝の現役引退を発表[557][558]。
  - 東北楽天ゴールデンイーグルスは、いずれも育成選手の森雄大、石田駿、マーキ、釜元豪に来季の契約を結ばないことを通告したと発表[559]。
- 20日
  - 東北楽天ゴールデンイーグルスは、水上桂に来季の契約を結ばないことを通告したと発表。育成での再契約を打診している[560]。
  - プロ野球ドラフト会議 supported by リポビタンDが都内で開催。正規指名は69人で70人未満は12年ぶり、育成指名は57人で史上最多[561]。
- 21日
  - 福岡ソフトバンクホークスは、藤本博史一軍監督の続投と来季のコーチングスタッフを発表。また、来季からの四軍制導入とコーディネーターの新設、金星根監督付特別アドバイザーの退団を発表した[562][563]。なお、新任のコーチングスタッフについては決まり次第発表される。来季のコーチングスタッフは以下の通り。
    - 【一軍】藤本博史（監督）、森浩之（ヘッドコーチ）、斉藤学（投手コーチ）、吉本亮（打撃コーチ）、長谷川勇也（打撃コーチ）、松山秀明（内野守備走塁コーチ）、村松有人（外野守備走塁コーチ）、的山哲也（バッテリーコーチ）
    - 【二軍】小久保裕紀（監督）、髙村祐（投手コーチ）、田之上慶三郎（投手コーチ）、村上隆行（打撃コーチ）、本多雄一（内野守備走塁コーチ）、井出竜也（外野守備走塁コーチ）、髙谷裕亮（バッテリーコーチ）
    - 【三軍】森山良二（監督）、若田部健一（投手コーチ）、大道典良（打撃コーチ）、城所龍磨（外野守備走塁コーチ）、吉鶴憲治（バッテリーコーチ）
    - 【四軍】小川史（監督）、中田賢一（投手コーチ）、笹川隆（内野守備走塁コーチ）
    - 【他】佐久本昌広（リハビリ担当コーチ）、関川浩一（コーディネーター（野手））

  - 千葉ロッテマリーンズは、土肥星也と古谷拓郎に来季の契約を結ばないことを通告したと発表[564]。
  - 広島東洋カープの野間峻祥が、今季取得した国内FA権を行使せず残留することを表明[565]。
- 22日
  - 広島東洋カープは、西川龍馬が今季取得した国内FA権を行使せず球団に残留することを発表[566]。また、中田廉、菊池保則、山口翔、田中法彦、白濱裕太、安部友裕の6選手に来季の契約を結ばないことを通告したと発表した[567]。
  - 福岡ソフトバンクホークスは、中村亮太、奥村政稔、大竹風雅、黒瀬健太、小林珠維に来季の契約を結ばないことを通告したと発表[568]。
  - 千葉ロッテマリーンズは、西巻賢二に来季の契約を結ばないことを通告したと発表[569]。
  - 中日ドラゴンズは、三ツ俣大樹と桂依央利の両名に対して来季の契約を結ばないことを通告したと発表[570]。
  - 東北楽天ゴールデンイーグルスは、釜田佳直、寺岡寛治、渡邊佑樹、内田靖人、岩見政暉に来季の契約を結ばないことを通告したと発表[571]。
  - 阪神タイガースは、来季の決定済みコーチングスタッフを以下の通り発表[572]。
    - 【一軍】岡田彰布（監督）、平田勝男（ヘッドコーチ）、安藤優也（投手コーチ）、久保田智之（投手コーチ）、嶋田宗彦（バッテリーコーチ）、水口栄二（打撃コーチ）、馬場敏史（内野守備走塁コーチ）、藤本敦士（内野守備走塁コーチ）、筒井壮（外野守備走塁コーチ）
    - 【二軍】和田豊（監督）、福原忍（投手コーチ）、江草仁貴（投手コーチ）、野村克則（バッテリーコーチ）、日高剛（バッテリーコーチ補佐）、北川博敏（打撃コーチ）、田中秀太（内野守備走塁コーチ）、工藤隆人（外野守備走塁コーチ）
- 23日
  - 広島東洋カープは、玉木朋孝二軍内野守備走塁コーチ、森笠繁二軍打撃コーチ、植田幸弘二軍バッテリーコーチの退団を発表[573]。
  - 埼玉西武ライオンズは、佐野泰雄と戸川大輔の両名に対して来季の契約を結ばないことを通告したと発表[574]。
  - 北海道日本ハムファイターズは、金子誠野手総合兼打撃コーチ、武田勝ファーム投手コーチ、上田佳範ファーム外野守備走塁コーチの退団を発表[575]。また、柿木蓮、上野響平、育成の長谷川凌汰と来季の契約を結ばないことを発表した[576]。
  - 読売ジャイアンツは、梶谷隆幸、中川皓太、髙橋優貴、平内龍太、立岡宗一郎、高木京介、太田龍、山本一輝、横川凱、萩原哲、花田侑樹の11選手に対し自由契約とする旨を通告したことを発表。全員に育成選手としての再契約を打診する方針[577]。
  - 東京ヤクルトスワローズの内山壮真が、日本シリーズ第2戦（明治神宮野球場）の9回裏に代打で初出場し、同点スリーラン本塁打。20歳3ヶ月での日本シリーズ初打席初本塁打は史上最年少[578]。
- 24日
  - 広島東洋カープは、藤井彰人・新井良太・福地寿樹・石原慶幸の4名とコーチ契約を結ぶことを発表[579]。
  - 北海道日本ハムファイターズは、建山義紀が投手コーチに、八木裕が打撃コーチに、森本稀哲が外野守備走塁コーチにそれぞれ就任することを発表[580]。
  - 阪神タイガースの岩崎優が、今季取得した国内FA権を行使した上で残留することを表明[581]。
  - 沢村栄治賞の選考委員会が開催され、オリックス・バファローズの山本由伸が2年連続で受賞。2年連続の受賞は史上6人目でパシフィック・リーグでは史上初となる[582]。
- 25日
  - 読売ジャイアンツは、山口俊・八百板卓丸に来季の契約を結ばないこと、戸田懐生に対し自由契約とすることをそれぞれ通知したと発表。戸田とは育成での再契約を結ぶ見込み[583][584]。
  - 中日ドラゴンズの松葉貴大が、今季取得した国内FA権を行使せず残留することを表明[585]。
- 27日
  - 東京ヤクルトスワローズが、日本シリーズ第5戦の5回表に1イニング2併殺。日本シリーズでは初[586]。また、同試合でオリックス・バファローズの吉田正尚が、日本シリーズでは球団初となるサヨナラ本塁打。吉田は前年の日本シリーズでもサヨナラ打を記録しており、2年連続で日本シリーズでのサヨナラ打を記録したのは史上初[587][注 29][注 30]。
  - 中日ドラゴンズから戦力外通告を受けていた大嶺祐太が自身のSNSで現役引退を表明した[588]。
- 28日
  - 東京ヤクルトスワローズは、鈴木裕太、宮台康平、育成選手の内山太嗣に来季の選手契約を行わない旨を通告したと発表。このうち鈴木は育成契約を打診する予定[589][590]。
  - 読売ジャイアンツは、いずれも育成選手の與那原大剛・沼田翔平・平間隼人に対し来季の契約を結ばないことを通知したと発表[591]。
  - 中日ドラゴンズは、球団OBの上田佳範が二軍打撃コーチに就任したことを発表。上田は7年ぶりの球団復帰となる[592]。
  - 北海道日本ハムファイターズの杉谷拳士が、今季限りでの現役引退を発表[593]。
  - 阪神タイガースは、アーロン・ウィルカーソン、ジョー・ガンケル、ラウル・アルカンタラ、ジェフリー・マルテ、メル・ロハス・ジュニア、アデルリン・ロドリゲスの6選手の退団を発表[594]。
- 29日
  - 埼玉西武ライオンズは、現役引退を表明した十亀剣が育成アマチュア担当スカウトに、また戦力外通告した佐野泰雄が一軍スコアラーにそれぞれ就任したことを発表[595]。→9月30日及び10月23日の出来事も参照
  - 中日ドラゴンズから戦力外通告を受けた山下斐紹が、自身のInstagramにて現役引退を表明[596]。→10月4日の出来事も参照
- 30日
  - 中日ドラゴンズは、ペドロ・レビーラとギジェルモ・ガルシアの両外国人選手に対して来季の契約を結ばないことを通告したと発表。ただし両者共に育成選手として再契約する方針[597]。
  - オリックス・バファローズが、日本シリーズ第7戦（明治神宮野球場）で勝利し、4勝2敗1分けで26年ぶり5回目の日本一[598]。また、オリックス・バファローズの太田椋が日本シリーズ史上初となる先頭打者初球本塁打[599][注 31]。
- 31日
  - 横浜DeNAベイスターズは、田部隼人に来シーズンの契約を結ばない旨を通告したことと、田部の現役引退を発表[600][601]。
  - オリックス・バファローズは、松井雅人に来季の契約を結ばない旨を通告したことを発表[602]。
  - 東京ヤクルトスワローズは、二軍外野守備走塁コーチの緒方耕一が契約満了により退団することを発表[603]。
  - 北海道日本ハムファイターズは、王柏融の退団を発表[604]。
  - 広島東洋カープは、来季のコーチングスタッフを以下の通り発表[605]。
    - 【一軍】新井貴浩（監督）、藤井彰人（ヘッド）、朝山東洋（打撃）、迎祐一郎（打撃）、赤松真人（外野守備走塁）、小窪哲也（内野守備走塁）、菊地原毅（投手）、横山竜士（投手）、石原慶幸（バッテリー）
    - 【二軍】高信二（監督）、福地寿樹（打撃兼走塁）、新井良太（打撃）、廣瀬純（外野守備走塁）、東出輝裕（内野守備走塁）、高橋建（投手）、永川勝浩（投手）、倉義和（バッテリー）
    - 【三軍】畝龍実（統括兼矯正担当）、小林幹英（投手育成強化）

  - 福岡ソフトバンクホークスは、新任のコーチングスタッフとして、斉藤和巳（一軍投手コーチ）、明石健志（二軍打撃コーチ）、寺原隼人（三軍投手コーチ）、金子圭輔（三軍内野守備走塁コーチ）、清水将海（四軍バッテリーコーチ）、高波文一（四軍外野守備走塁コーチ）、髙田知季（リハビリ担当コーチ）の就任を発表[606]。
  - フリーエージェント権申請期間開始。11月9日まで[607]。

### 11月
- 1日
  - 埼玉西武ライオンズの森友哉が、今季取得した国内FA権の行使を表明[608]。
  - 東北楽天ゴールデンイーグルスは、辛島航が今季取得した国内FA権を行使せず残留することを発表[609]。
  - 北海道日本ハムファイターズは、ブライアン・ロドリゲスと来季契約に合意したと発表[610]。
  - 千葉ロッテマリーンズは、今季限りで現役引退した松永昂大が育成投手コーチに就任することを発表[611]。
  - 横浜DeNAベイスターズは、来季のコーチングスタッフを以下の通り発表[612]。
    - 【一軍】三浦大輔（監督）、相川亮二（チーフ作戦兼バッテリーコーチ）、石井琢朗（チーフ打撃コーチ）、鈴木尚典（打撃コーチ）、斎藤隆（チーフ投手コーチ）、木塚敦志（投手コーチ）、田中浩康（内野守備走塁コーチ）、小池正晃（外野守備走塁コーチ）、青山道雄（巡回コーチ）、田代富雄（巡回打撃コーチ）
    - 【ファーム】仁志敏久（監督）、嶋村一輝（打撃コーチ）、下園辰哉（打撃コーチ）、大家友和（投手コーチ）、小杉陽太（投手コーチ）、永池恭男（内野守備走塁コーチ）、柳田殖生（外野守備走塁コーチ）、鶴岡一成（バッテリーコーチ）、大村巌（育成打撃コーチ）、藤田和男（育成野手コーチ）、万永貴司（野手育成コーディネーター兼チーフ野手コーチ）、八木快（投手育成コーディネーター兼育成投手コーチ）

  - 東京ヤクルトスワローズは、来季のコーチングスタッフを発表[613]。また、A.J.コールの退団及びウェイバー公示の手続きを行ったことを発表した[614]。コーチ陣容は以下の通り。
    - 【一軍】高津臣吾（監督）、松元ユウイチ（作戦コーチ）、伊藤智仁（投手コーチ）、石井弘寿（投手コーチ）、杉村繁（打撃コーチ）、大松尚逸（打撃コーチ）、森岡良介（内野守備走塁コーチ）、河田雄祐（外野守備走塁コーチ）、嶋基宏（バッテリーコーチ兼作戦補佐）、福川将和（野手コーチ補佐）
    - 【二軍】池山隆寛（監督）、城石憲之（チーフ兼守備走塁コーチ）、尾花高夫（投手チーフコーチ）、小野寺力（投手コーチ）、松岡健一（投手コーチ）、宮出隆自（打撃コーチ）、畠山和洋（打撃コーチ）、佐藤真一（外野守備走塁コーチ）、衣川篤史（バッテリーコーチ）、土橋勝征（育成チーフコーチ）、山本哲哉（育成投手コーチ）

  - 第二次戦力外通告期間終了[493]。
- 2日
  - 東北楽天ゴールデンイーグルスは、浅村栄斗が取得していた海外FA権を行使せずに球団に残留することを発表[615]。
  - 北海道日本ハムファイターズの佐藤龍世と埼玉西武ライオンズの山田遥楓の交換トレード成立が両球団から発表された[616][617]。
  - 広島東洋カープの長野久義が無償トレードで読売ジャイアンツに移籍することが両球団から発表された[618][619]。
  - 東京ヤクルトスワローズは、ドミンゴ・サンタナとサイ・スニードの両選手との再契約の締結を発表[620]。
- 3日
  - 広島東洋カープは3選手の背番号変更を発表。西川龍馬が「63」から「5」に、石原貴規が「62」から「32」に、持丸泰輝が「95」から「57」にそれぞれ変更[621]。
  - 横浜DeNAベイスターズは、嶺井博希が今季取得した国内FA権を行使することを発表[622]。
  - 北海道日本ハムファイターズは、二軍投手コーチの多田野数人、二軍打撃コーチの矢野謙次、二軍育成コーチの川名慎一の3名が契約満了に伴い退任することを発表[623]。
- 4日
  - 北海道日本ハムファイターズは、佐藤友亮の二軍野手育成コーディネーター兼打撃コーチ就任及び来季の二軍コーチングスタッフを発表[624]。→10月17日の出来事も参照。既に発表済みの一軍と合わせ、来季のコーチングスタッフは以下の通り決定した[625]。
    - 【一軍】新庄剛志（監督）、林孝哉（ヘッドコーチ）、建山義紀（投手コーチ）、加藤武治（投手コーチ）、八木裕（打撃コーチ）、山田勝彦（バッテリーコーチ）、飯山裕志（内野守備走塁コーチ）、森本稀哲（外野守備走塁コーチ）、代田建紀（データ分析担当兼走塁コーチ）
    - 【二軍】木田優夫（監督）、伊藤剛（投手育成コーディネーター兼投手コーチ）、島崎毅（投手コーチ）、渡辺浩司（打撃コーチ）、山中潔（バッテリーコーチ）、稲田直人（内野守備走塁コーチ）、紺田敏正（外野守備走塁コーチ）

  - 阪神タイガースは、スコアラーの山崎憲晴が二軍打撃コーチに就任したことを発表[626]。
  - 千葉ロッテマリーンズは、いずれも今季国内FA権を取得した中村奨吾と田村龍弘が権利を行使せず、球団に残留することを発表[627]。
  - 読売ジャイアンツから戦力外通告を受けていた鈴木優が現役引退を表明[628]。
- 5日
  - 埼玉西武ライオンズは、ブライアン・オグレディとジャンセン・ウィティの両外国人選手に対して来季の契約を結ばないことを通告したと発表[629]。また、外崎修汰が今季取得した国内FA権を行使したうえで4年契約で球団に残留することを表明[630]。
- 7日
  - オリックス・バファローズは、伏見寅威が今季取得した国内FA権を行使することを発表[631]。また、能見篤史投手コーチ、別府修作育成統括コーチの退団と来季のコーチングスタッフを発表した[632][633][注 32]。来季のコーチングスタッフは以下の通り。
    - 中嶋聡(一軍監督)、小林宏(二軍監督)、水本勝己（ヘッド）、中垣征一郎（巡回ヘッド）、風岡尚幸（野手総合）、波留敏夫（育成チーフ）、厚澤和幸（投手）、平井正史（育成）、高山郁夫（投手）、岸田護（投手）、入来祐作（投手）、辻竜太郎（打撃）、小谷野栄一（打撃）、高橋信二（打撃）、梵英心（内野守備走塁）、小島脩平（内野守備走塁）、田口壮（外野守備走塁）、松井佑介（外野守備走塁）、斉藤俊雄（バッテリー）、山崎勝己（バッテリー）、由田慎太郎（育成）、鈴木昂平（育成）、飯田大祐（育成）
- 8日
  - 北海道日本ハムファイターズは、近藤健介が今季取得した海外FA権を行使することを発表[634]。
  - 12球団合同トライアウトが、楽天生命パーク宮城で実施。投手26人、野手23人の計49選手が参加[635]。
  - NPBは、ウェーバー不請求により、東京ヤクルトスワローズのA.J.コールと読売ジャイアンツのゼラス・ウィーラーの2選手を自由契約選手として公示[636]。
  - 正力松太郎賞の選考委員会が開かれ、オリックス・バファローズの中嶋聡監督が初受賞。また、東京ヤクルトスワローズの村上宗隆が特別賞を受賞した[637]。
- 9日
  - 阪神タイガースの西勇輝が、今季獲得した海外FA権を行使した上で残留を表明[638]。岩貞祐太も今季取得した国内FA権を行使せず残留することを表明。合わせて来季から背番号を「17」から「14」に変更することも発表した[639]。また、佐藤蓮は来季から育成契約となり、背番号が「30」から「130」に変更となることが発表された[640]。
  - 横浜DeNAベイスターズは、櫻井周斗と松本隆之介の両名と育成選手契約を結んだことを発表。背番号は櫻井が「041」、松本が「040」[641]。
  - オリックス・バファローズは、阪神タイガースを戦力外となっていた小野泰己を育成選手として獲得することを発表した[642]。
  - 千葉ロッテマリーンズの岡大海が、今季取得した国内FA権を行使せず残留することを表明[643]。
  - フリーエージェント権申請期間終了[607]。
- 10日
  - 東京ヤクルトスワローズは、元中日ドラゴンズの三ツ俣大樹、元阪神タイガースの尾仲祐哉、元読売ジャイアンツの沼田翔平の3選手の獲得に関して基本的合意に至ったことを発表した[644]。
  - 千葉ロッテマリーンズは、4月10日に佐々木朗希が記録した完全試合でバッテリーを組んだ松川虎生との合計年齢が「プロ野球における完全試合を達成したピッチャーとキャッチャーの最年少(合計年齢)」として、同試合で記録した13者連続奪三振が「プロ野球におけるピッチャーの連続奪三振最多数」としてそれぞれギネス世界記録に認定されたことを発表[645]。
  - 北海道日本ハムファイターズの石川亮とオリックス・バファローズの齋藤綱記の交換トレード成立が両球団から発表された[646]。
  - NPBはフリーエージェント宣言選手を公示。海外3人、国内5人で、うち3人が残留表明[647]。
- 11日
  - 読売ジャイアンツは、福岡ソフトバンクホークスを今季限りで退団した松田宣浩と来季契約に合意したことを発表した[648]。
- 12日
  - 東北楽天ゴールデンイーグルスは、二軍バッテリーコーチに田中雅彦、二軍内野守備走塁コーチに西村弥が就任することを発表[649]。
- 13日
  - 広島東洋カープは、育成選手の二俣翔一を支配下選手登録することを発表。背番号は「99」となる[650]。
  - 千葉ロッテマリーンズは、球団OBの大村三郎の二軍監督就任を発表。登録名は現役時代と同じサブローとなる[651]。
- 14日
  - 東京ヤクルトスワローズは、奥川恭伸の背番号を「11」から「18」に、小澤怜史の背番号を「70」から「45」にそれぞれ変更することを発表[652]。
  - NPBは、東京ヤクルトスワローズのアンドリュー・スアレスをウエーバーの不請求により自由契約選手として公示した[653]。
  - 三井ゴールデングラブ賞発表。広島東洋カープの菊池涼介がセントラル・リーグ最多タイ及び連続受賞最長タイとなる10年連続10度目の受賞[654]。
  - 臨時の12球団代表者会議が開かれ、北海道日本ハムファイターズが来季から本拠地として使用し、バックネット裏のファウルゾーンの広さが公認野球規則を満たしていないことが判明していたエスコンフィールド北海道について、来シーズンの使用を特例として認め、2023年、24年のシーズンオフに改修を行うことが了承された[655]。
  - 報知新聞社は、ゴールデンスピリット賞の第23回受賞者を発表。オリックス・バファローズの吉田正尚が受賞した[656]。
- 15日
  - 横浜DeNAベイスターズは、千葉ロッテマリーンズを戦力外となっていた西巻賢二と育成選手契約を結ぶことを発表[657]。
  - 中日ドラゴンズの阿部寿樹と東北楽天ゴールデンイーグルスの涌井秀章の交換トレード成立が両球団から発表された[658]。
- 16日
  - 広島東洋カープは、ヘロニモ・フランスアと来季の契約を結ばないことと、ドリュー・アンダーソン、ニック・ターリー、ライアン・マクブルームの3選手と来季の契約を結んだことを発表[659]。
  - 埼玉西武ライオンズは、ディートリック・エンスと来季の契約を結んだことを発表[660]。
  - 千葉ロッテマリーンズは、戦力外通告していた古谷拓郎と育成選手として再契約したことを発表[661]。
  - 東北楽天ゴールデンイーグルスは、前読売ジャイアンツのエスタミー・ウレーニャを育成選手として獲得したことを発表。また、釜田佳直と福山博之が現役引退し、来季からスタッフに就任することを発表した[662][663][664]。
  - オリックス・バファローズは、埼玉西武ライオンズからFA権を行使していた森友哉の獲得を発表[665]。
- 17日
  - オリックス・バファローズは、吉田正尚のポスティングによるMLB移籍を承認することを発表[666]。
  - 広島東洋カープは、前オークランド・アスレチックス傘下3A所属のマット・デビッドソンと契約に合意したことを発表した。背番号は「95」[667]。
  - 広島東洋カープから戦力外通告を受けていた安部友裕が自身のSNSで現役引退を表明[668]。
- 18日
  - 広島東洋カープは、球団OBの黒田博樹の球団アドバイザー就任を発表[669]。
  - 中日ドラゴンズの京田陽太と横浜DeNAベイスターズの砂田毅樹の交換トレード成立が両球団から発表された[670][671]。
- 19日
  - 北海道日本ハムファイターズは、オリックス・バファローズからFA権を行使していた伏見寅威の獲得を発表[672]。
  - 阪神タイガースは、カイル・ケラーとの契約を更新したことを発表[673]。
- 20日
  - 東北楽天ゴールデンイーグルスは、来季の背番号について弓削隼人が「23」から「38」に、小峯新陸が「30」から「68」に、水上桂が「78」から「022」に変更となることと、新加入のエスタミー・ウレーニャの背番号が「138」となることを発表[674]。
- 21日
  - 福岡ソフトバンクホークスは、横浜DeNAベイスターズからFA宣言していた嶺井博希を獲得したことを発表。また、東北楽天ゴールデンイーグルスから戦力外通告を受けていた渡邊佑樹を育成選手として獲得したことを発表した。背番号は嶺井が「12」、渡邉が「172」[675]。
- 22日
  - NPBは、東京ヤクルトスワローズのパトリック・キブレハンを自由契約選手として公示した[676]。
  - 中日ドラゴンズは、リーガ・メヒカーナ・デ・ベイスボルのモンテレイ・サルタンズに所属していた、ソイロ・アルモンテとオルランド・カリステの2選手と契約したことを発表。アルモンテは2020年以来の日本復帰[677][678]。
- 23日
  - 横浜DeNAベイスターズは、タイラー・オースティン、ネフタリ・ソト、エドウィン・エスコバーの3選手と来季契約を結んだことを発表[679]。
  - 千葉ロッテマリーンズは、来季の背番号について田村龍弘が「22」から「27」に、坂本光士郎が「27」から「36」に、土居豪人が「69」から「65」に、鈴木昭汰が「35」から「47」に、土肥星也が「34」から「121」に、古谷拓郎が「65」から「124」にそれぞれ変更することを発表[680]。
  - 北海道日本ハムファイターズは、来季の背番号について、松本剛が「12」から「7」、野村佑希が「24」から「5」、玉井大翔が「54」から「19」にそれぞれ変更することを発表[681]。
  - 広島東洋カープは、来季のスローガンが『がががが が むしゃら』に決定したことを発表[682]。
- 24日
  - 東京ヤクルトスワローズは、三ツ俣大樹・尾仲祐哉と支配下選手として、沼田翔平と育成選手として正式に契約したことを発表。背番号は三ツ俣が「66」、尾仲が「52」、沼田が「015」[683]。
  - セ・パ両リーグが、ベストナイン賞を発表[684]。
- 25日
  - NPB AWARDS開催。東京ヤクルトスワローズの村上宗隆とオリックス・バファローズの山本由伸が共に2年連続で最優秀選手に選出、村上は史上7人目の満票選出[685]。新人王は読売ジャイアンツの大勢と埼玉西武ライオンズの水上由伸[686]。
- 26日
  - 横浜DeNAベイスターズの山﨑康晃が、この日横浜スタジアムで行われたファンフェスティバルの中で来シーズンも球団に残留することを表明し[687]、その後報道陣の取材に対して6年契約を結んだことを明らかにした[688]。
- 27日
  - 東京ヤクルトスワローズは、長岡秀樹の背番号を「58」から「7」に変更することを発表[689]。
  - 福岡ソフトバンクホークスは、7選手の背番号変更を発表。フレディ・ガルビスは「3」から「0」、牧原大成は「36」から「8」、三森大貴は「68」から「13」、奥村政稔は「61」から「126」、大竹風雅は「63」から「136」、中村亮太は「60」から「137」、小林珠維は「69」から「157」へ変更される[690]。
- 28日
  - 横浜DeNAベイスターズは、ロバート・ガゼルマンと来季契約を結んだことを発表[691]。また、前アリゾナ・ダイヤモンドバックス所属のJ.B.ウェンデルケンを獲得したことを発表した[692]。
  - 中日ドラゴンズは、シンシナティ・レッズからFAとなっていたアリスティデス・アキーノを獲得したと発表[693]。
  - 福岡ソフトバンクホークスは、森笠繁が四軍打撃コーチに、星野順治が投手コーディネーターに就任することを発表[694]。
  - 東北楽天ゴールデンイーグルスは、来シーズンから本拠地球場の名称を「楽天モバイルパーク宮城」に変更すると発表[695]。
- 29日
  - 横浜DeNAベイスターズは、ハンセル・マルセリーノ、ジョフレック・ディアス、スターリン・コルデロの3選手と来季の育成契約を結んだことを発表[696]。
- 30日
  - 横浜DeNAベイスターズは、フェルナンド・ロメロ、ブルックス・クリスキーの2選手と来季契約を結ばないことを通知したと発表[697]。
  - 埼玉西武ライオンズは、バーチ・スミスと来季の契約を結ばないことを通知したことを発表[698]。
  - 北海道日本ハムファイターズは、ジョン・ガントと来季の契約延長で合意したことを発表[699]。
  - 東京ヤクルトスワローズは、スコット・マクガフの退団を発表[700]。

### 12月
- 1日
  - 東北楽天ゴールデンイーグルスは、前ワシントン・ナショナルズのマイケル・フランコと契約を結んだことを発表[701]。
  - オリックス・バファローズは、北海道日本ハムファイターズを戦力外となっていた上野響平を育成選手として獲得することを発表。背番号は「124」[702]。
  - 埼玉西武ライオンズは、ボー・タカハシと来季の契約を結んだことを発表。また、今井達也の背番号を「11」から「48」に変更すると発表した[703][704]。
  - 中日ドラゴンズは、以下の9選手の背番号を変更することを発表した[705]。
    - 石川昂弥：2→25
    - 髙松渡：0→51
    - 後藤駿太：00→53
    - 福島章太：209→64
    - 岩崎翔：16→203
    - 加藤翼：65→204
    - 垣越建伸：61→205
    - ペドロ・レビーラ：94→209
    - ギジェルモ・ガルシア：95→210
- 2日
  - 中日ドラゴンズは、来季のコーチ陣容を以下の通り発表した[706]。あわせて、来季のスローガンを今期と同一の「All for Victory すべては勝利のために」に決定したことを発表[707]。
    - 【一軍】立浪和義（監督）、落合英二（ヘッド兼投手コーチ）、大塚晶文（投手コーチ）、西山秀二（バッテリーコーチ）、和田一浩（打撃コーチ）、森野将彦（打撃コーチ）、荒木雅博（内野守備走塁コーチ）、大西崇之（外野守備走塁コーチ）
    - 【二軍】片岡篤史（監督）、山井大介（投手コーチ）、浅尾拓也（投手コーチ）、小田幸平（バッテリーコーチ）、中村紀洋（打撃コーチ）、上田佳範（打撃コーチ）、森越祐人（内野守備走塁コーチ）、中村豊（外野守備走塁コーチ）、渡邉博幸（育成野手コーチ）

  - 東北楽天ゴールデンイーグルスは、宋家豪とクリス・ギッテンスの2選手との来季契約の締結と、アラン・ブセニッツとホセ・マルモレホスの2選手の退団を発表[708]。
  - 読売ジャイアンツのルビー・デラロサ、マット・アンドリース、クリストファー・クリソストモ・メルセデス、チアゴ・ビエイラ、イアン・クロール、マット・シューメイカー、グレゴリー・ポランコの7選手が自由契約選手として公示された[709]。
- 5日
  - 読売ジャイアンツは、MLBピッツバーグ・パイレーツからFAとなっていたタイラー・ビーディと来季の契約を結ぶことに合意したと発表。背番号は33[710]。
  - 東京ヤクルトスワローズは、前MLBシンシナティ・レッズのライネル・エスピナルを獲得したと発表。背番号は58[711]。
  - 北海道日本ハムファイターズは、退団を発表していた王柏融と育成選手として契約したことを発表。背番号は199[712]。
  - NPBの理事会が開かれ、元経団連会長の榊原定征氏が第15代コミッショナーに就任した[713]。
- 8日
  - 横浜DeNAベイスターズは、戦力外通告を受けていた髙城俊人が今季限りで現役を引退することを発表[714]。
  - 東北楽天ゴールデンイーグルスは、前MLBピッツバーグ・パイレーツのマニー・バニュエロスと契約を結んだことを発表[715]。
- 9日
  - 現役ドラフトが実施され各球団の獲得選手を発表[716]。後日NPB公示によって正式に移籍となる[717]。

| 球団         | 指名選手（現所属）         | 守備   |
| ------------ | -------------------------- | ------ |
| オリックス   | 渡邉大樹（ヤクルト）       | 外野手 |
| ソフトバンク | 古川侑利（日本ハム）       | 投手   |
| 西武         | 陽川尚将（阪神）           | 内野手 |
| 楽天         | 正隨優弥（広島）           | 外野手 |
| ロッテ       | 大下誠一郎（オリックス）   | 内野手 |
| 日本ハム     | 松岡洸希（西武）           | 投手   |
| ヤクルト     | 成田翔（ロッテ）           | 投手   |
| DeNA         | 笠原祥太郎（中日）         | 投手   |
| 阪神         | 大竹耕太郎（ソフトバンク） | 投手   |
| 巨人         | オコエ瑠偉（楽天）         | 外野手 |
| 広島         | 戸根千明（巨人）           | 投手   |
| 中日         | 細川成也（DeNA）           | 外野手 |
- 11日
  - 千葉ロッテマリーンズは、一軍・二軍統括コーチ兼統括コーディネーターに光山英和、二軍打撃コーチに栗原健太、二軍バッテリーコーチに福澤洋一がそれぞれ就任したことを発表した[718]。
- 12日
  - 読売ジャイアンツは、前リーガ・メヒカーナ・デ・ベイスボル・モンテレイ・サルタンズ所属のヨアンデル・メンデスと契約を結んだことを発表。背番号は65[719]。
  - 福岡ソフトバンクホークスは、北海道日本ハムファイターズからFA宣言していた近藤健介の獲得を発表。背番号は3[720]。
- 13日
  - スカパー! ドラマティック・サヨナラ賞年間大賞を、東京ヤクルトスワローズの丸山和郁とオリックス・バファローズの宗佑磨が受賞[721]。
  - 阪神タイガースは、元ピッツバーグ・パイレーツ傘下3Aのジェレミー・ビーズリーとの契約締結を発表。背番号は99[722]。
  - 東京ヤクルトスワローズは、ライネル・エスピナルの背番号を99に変更すると発表[723]。
- 14日
  - 千葉ロッテマリーンズは、前読売ジャイアンツのクリストファー・クリソストモ・メルセデス、前MLBデトロイト・タイガースのルイス・カスティーヨの入団を発表[724]。
  - 阪神タイガースは、前ボストン・レッドソックス傘下3Aのブライアン・ケラーの獲得を発表。背番号は24[725]。
  - 千葉ロッテマリーンズは、来季のコーチ陣容を以下の通り発表した[726]。
    - 【一軍】吉井理人（監督）、福浦和也（ヘッド兼打撃コーチ）、黒木知宏（投手コーチ）、小野晋吾（投手コーチ）、村田修一（打撃コーチ）、金澤岳（バッテリーコーチ）、金子誠（戦略コーチ）、小坂誠（内野守備走塁コーチ）、大塚明（外野守備走塁コーチ）、光山英和（1・2軍統括コーチ兼統括コーディネーター）
    - 【二軍】サブロー（監督）、大谷智久（チーフ投手コーチ）、大隣憲司（投手コーチ）、堀幸一（打撃コーチ）、栗原健太（打撃コーチ）、福澤洋一（バッテリーコーチ）、根元俊一（内野守備兼走塁コーチ）、諸積兼司（外野守備兼走塁コーチ）、伊志嶺翔大（育成野手コーチ兼2軍走塁コーチ）、松永昂大（育成投手コーチ兼2軍投手コーチ）、菊地大祐（トレーニングコーチ）
- 15日
  - 埼玉西武ライオンズは、オリックス・バファローズへFA移籍した森友哉の人的補償として張奕を獲得したことを発表[727]。
  - 阪神タイガースは、前ボストン・レッドソックス傘下3Aのヨハン・ミエセスの獲得を発表。背番号は55[728]。
- 16日
  - 阪神タイガースは、小野寺暖の背番号を60に変更すると発表[729]。また、前オークランド・アスレチックス傘下3Aのシェルドン・ノイジーの獲得を発表した。背番号は7[730]。
  - 埼玉西武ライオンズは、前MLBテキサス・レンジャーズのヘスス・ティノコの入団を発表。背番号は54[731]。
- 17日
  - 阪神タイガースは、来季のスローガンを「A.R.E.（Aim! Respect! Empower!）」に決定したことを発表[732]。
- 19日
  - 東北楽天ゴールデンイーグルスは、新加入の阿部寿樹と正随優弥の背番号を発表。阿部は4、正随は67[733]。
- 20日
  - 福岡ソフトバンクホークスは、前MLBマイアミ・マーリンズのウイリアンス・アストゥディーヨ、前阪神タイガースのジョー・ガンケルの入団を発表。背番号はアストゥディーヨが4、ガンケルが27[734]。
  - 東京ヤクルトスワローズは、前MLBピッツバーグ・パイレーツのディロン・ピーターズの獲得を発表。背番号は63[735]。
  - 埼玉西武ライオンズは、前MLBオークランド・アスレチックスのデビッド・マキノンと契約したことを発表。背番号は30[736]。
  - 読売ジャイアンツは、今季退団したゼラス・ウィーラーが現役引退し、編成本部長付特別補佐兼打撃コーディネーターに就任することを発表[737]。
- 21日
  - 東京ヤクルトスワローズは、前MLBロサンゼルス・ドジャース傘下3Aのキオーニ・ケラの獲得を発表。背番号は11[738]。
- 22日
  - 北海道日本ハムファイターズは、前中日ドラゴンズのアリエル・マルティネスと契約合意したことを発表。背番号は2[739]。
  - 福岡ソフトバンクホークスは、秋季キャンプにテスト生として参加していた、前アトランティックリーグ・レキシントン・レジェンズのコートニー・ホーキンスを獲得すると発表。背番号は10[740]。
- 23日
  - 横浜DeNAベイスターズは、前シアトル・マリナーズ傘下3Aのトレイ・アンバギーの獲得を発表[741]。
  - 北海道日本ハムファイターズから自由契約となっていた金子千尋が、現役引退と来季からの特命コーチ就任を発表した[742]。
- 24日
  - 埼玉西武ライオンズは、前シカゴ・ホワイトソックス傘下3Aのマーク・ペイトンの獲得を発表。背番号は10[743]。
- 25日
  - 福岡ソフトバンクホークスは、前千葉ロッテマリーンズのロベルト・オスナの獲得を発表。背番号は54[744]。
- 26日
  - 中日ドラゴンズは、千葉ロッテマリーンズの加藤匠馬を無償トレードで獲得したことを発表[745]。
- 27日
  - 横浜DeNAベイスターズは、戦力外通告していた有吉優樹の現役引退を発表[746]。
  - 読売ジャイアンツを戦力外となっていた井納翔一が、自身のInstagramで現役引退を発表[747]。
  - 千葉ロッテマリーンズは、前読売ジャイアンツのグレゴリー・ポランコの獲得を発表[748]。
  - 読売ジャイアンツは、前MLBニューヨーク・メッツのヨアン・ロペスと来季の契約を結ぶことに合意したと発表。背番号は99[749]。
  - オリックス・バファローズは、前MLBアリゾナ・ダイヤモンドバックス傘下2Aのレアンドロ・セデーニョを育成選手として獲得したと発表。背番号は121[750]。
- 28日
  - 中日ドラゴンズから戦力外通告を受けていた平田良介が自身のSNSで現役引退を発表[751]。

## 競技結果

### セントラル・リーグ
| 順位 | 球団                   | 勝 | 敗 | 分 | 勝率 | 差   |
| 1位  | 東京ヤクルトスワローズ | 80 | 59 | 4  | .576 | 優勝 |
| 2位  | 横浜DeNAベイスターズ   | 73 | 68 | 2  | .518 | 8.0  |
| 3位  | 阪神タイガース         | 68 | 71 | 4  | .489 | 12.0 |
| 4位  | 読売ジャイアンツ       | 68 | 72 | 3  | .486 | 12.5 |
| 5位  | 広島東洋カープ         | 66 | 74 | 3  | .471 | 14.5 |
| 6位  | 中日ドラゴンズ         | 66 | 75 | 2  | .468 | 15.0 |

### パシフィック・リーグ
| 順位 | 球団                         | 勝 | 敗 | 分 | 勝率 | 差   |
| 1位  | オリックス・バファローズ     | 76 | 65 | 2  | .539 | 優勝 |
| 2位  | 福岡ソフトバンクホークス     | 76 | 65 | 2  | .539 | 0.0  |
| 3位  | 埼玉西武ライオンズ           | 72 | 68 | 3  | .514 | 3.5  |
| 4位  | 東北楽天ゴールデンイーグルス | 69 | 71 | 3  | .493 | 6.5  |
| 5位  | 千葉ロッテマリーンズ         | 69 | 73 | 1  | .486 | 7.5  |
| 6位  | 北海道日本ハムファイターズ   | 59 | 81 | 3  | .421 | 16.5 |

- 1位と2位の順位決定は直接対決の成績による

### セ・パ交流戦
| 順位 | 球団                         | 勝 | 敗 | 分 | 勝率 | 差   |
| 1位  | 東京ヤクルトスワローズ       | 14 | 4  | 0  | .778 | 優勝 |
| 2位  | 阪神タイガース               | 12 | 6  | 0  | .667 | 2.0  |
| 3位  | 千葉ロッテマリーンズ         | 10 | 8  | 0  | .556 | 4.0  |
| 4位  | 福岡ソフトバンクホークス     | 9  | 9  | 0  | .500 | 5.0  |
| 5位  | 埼玉西武ライオンズ           | 9  | 9  | 0  | .500 | 5.0  |
| 6位  | 横浜DeNAベイスターズ         | 9  | 9  | 0  | .500 | 5.0  |
| 7位  | 東北楽天ゴールデンイーグルス | 9  | 9  | 0  | .500 | 5.0  |
| 8位  | 北海道日本ハムファイターズ   | 8  | 10 | 0  | .444 | 6.0  |
| 9位  | オリックス・バファローズ     | 8  | 10 | 0  | .444 | 6.0  |
| 10位 | 読売ジャイアンツ             | 8  | 10 | 0  | .444 | 6.0  |
| 11位 | 中日ドラゴンズ               | 7  | 11 | 0  | .389 | 7.0  |
| 12位 | 広島東洋カープ               | 5  | 13 | 0  | .278 | 9.0  |

### クライマックスシリーズ

#### ファーストステージ
| 日付                 | 試合  | ビジター球団（先攻） | スコア | ホーム球団（後攻）   | 開催球場       |
| 10月8日（土）        | 第1戦 | 阪神タイガース       | 2 - 0  | 横浜DeNAベイスターズ | 横浜スタジアム |
| 10月9日（日）        | 第2戦 | 阪神タイガース       | 0 - 1  | 横浜DeNAベイスターズ | 横浜スタジアム |
| 10月10日（月）       | 第3戦 | 阪神タイガース       | 3 - 2  | 横浜DeNAベイスターズ | 横浜スタジアム |
| 勝者：阪神タイガース |       |                      |        |                      |                |

| 日付                           | 試合  | ビジター球団（先攻） | スコア | ホーム球団（後攻）       | 開催球場         |
| 10月8日（土）                  | 第1戦 | 埼玉西武ライオンズ   | 3 - 5  | 福岡ソフトバンクホークス | 福岡PayPayドーム |
| 10月9日（日）                  | 第2戦 | 埼玉西武ライオンズ   | 2 - 8  | 福岡ソフトバンクホークス | 福岡PayPayドーム |
| 勝者：福岡ソフトバンクホークス |       |                      |        |                          |                  |

#### ファイナルステージ
| 日付                         | 試合           | ビジター球団（先攻） | スコア | ホーム球団（後攻）     | 開催球場       |
| アドバンテージ               | アドバンテージ | 阪神タイガース       |        | 東京ヤクルトスワローズ |                |
| 10月12日（水）               | 第1戦          | 阪神タイガース       | 1 - 7  | 東京ヤクルトスワローズ | 明治神宮野球場 |
| 10月13日（木）               | 第2戦          | 阪神タイガース       | 3 - 5  | 東京ヤクルトスワローズ | 明治神宮野球場 |
| 10月14日（金）               | 第3戦          | 阪神タイガース       | 3 - 6  | 東京ヤクルトスワローズ | 明治神宮野球場 |
| 勝者：東京ヤクルトスワローズ |                |                      |        |                        |                |

| 日付                           | 試合           | ビジター球団（先攻）     | スコア | ホーム球団（後攻）       | 開催球場         |
| アドバンテージ                 | アドバンテージ | 福岡ソフトバンクホークス |        | オリックス・バファローズ |                  |
| 10月12日（水）                 | 第1戦          | 福岡ソフトバンクホークス | 0 - 5  | オリックス・バファローズ | 京セラドーム大阪 |
| 10月13日（木）                 | 第2戦          | 福岡ソフトバンクホークス | 3 - 4  | オリックス・バファローズ | 京セラドーム大阪 |
| 10月14日（金）                 | 第3戦          | 福岡ソフトバンクホークス | 3 - 0  | オリックス・バファローズ | 京セラドーム大阪 |
| 10月15日（土）                 | 第4戦          | 福岡ソフトバンクホークス | 2 - 3x | オリックス・バファローズ | 京セラドーム大阪 |
| 勝者：オリックス・バファローズ |                |                          |        |                          |                  |

### 日本シリーズ
| 日付                                            | 試合   | ビジター球団（先攻）     | スコア | ホーム球団（後攻）       | 開催球場         |
| ----------------------------------------------- | ------ | ------------------------ | ------ | ------------------------ | ---------------- |
| 10月22日（土）                                  | 第1戦  | オリックス・バファローズ | 3 - 5  | 東京ヤクルトスワローズ   | 明治神宮野球場   |
| 10月23日（日）                                  | 第2戦  | オリックス・バファローズ | 3 - 3  | 東京ヤクルトスワローズ   | 明治神宮野球場   |
| 10月24日（月）                                  | 移動日 | 移動日                   | 移動日 | 移動日                   | 移動日           |
| 10月25日（火）                                  | 第3戦  | 東京ヤクルトスワローズ   | 7 - 1  | オリックス・バファローズ | 京セラドーム大阪 |
| 10月26日（水）                                  | 第4戦  | 東京ヤクルトスワローズ   | 0 - 1  | オリックス・バファローズ | 京セラドーム大阪 |
| 10月27日（木）                                  | 第5戦  | 東京ヤクルトスワローズ   | 4 - 6x | オリックス・バファローズ | 京セラドーム大阪 |
| 10月28日（金）                                  | 移動日 | 移動日                   | 移動日 | 移動日                   | 移動日           |
| 10月29日（土）                                  | 第6戦  | オリックス・バファローズ | 3 - 0  | 東京ヤクルトスワローズ   | 明治神宮野球場   |
| 10月30日（日）                                  | 第7戦  | オリックス・バファローズ | 5 - 4  | 東京ヤクルトスワローズ   | 明治神宮野球場   |
| 優勝：オリックス・バファローズ（26年ぶり5回目） |        |                          |        |                          |                  |

### 個人タイトル
|                  | セントラル・リーグ | セントラル・リーグ | セントラル・リーグ | パシフィック・リーグ | パシフィック・リーグ | パシフィック・リーグ |
| タイトル         | 選手               | 球団               | 成績               | 選手                 | 球団                 | 成績                 |
| ---------------- | ------------------ | ------------------ | ------------------ | -------------------- | -------------------- | -------------------- |
| 最優秀選手       | 村上宗隆           | ヤクルト           |                    | 山本由伸             | オリックス           |                      |
| 最優秀新人       | 大勢               | 巨人               |                    | 水上由伸             | 西武                 |                      |
| 首位打者         | 村上宗隆           | ヤクルト           | .318               | 松本剛               | 日本ハム             | .347                 |
| 本塁打王         | 村上宗隆           | ヤクルト           | 56本               | 山川穂高             | 西武                 | 41本                 |
| 打点王           | 村上宗隆           | ヤクルト           | 134打点            | 山川穂高             | 西武                 | 90打点               |
| 最多安打         | 佐野恵太           | DeNA               | 161安打            | 島内宏明             | 楽天                 | 161安打              |
| 最多安打         | 岡林勇希           | 中日               | 161安打            | 島内宏明             | 楽天                 | 161安打              |
| 盗塁王           | 近本光司           | 阪神               | 30盗塁             | 髙部瑛斗             | ロッテ               | 44盗塁               |
| 最高出塁率       | 村上宗隆           | ヤクルト           | .458               | 吉田正尚             | オリックス           | .447                 |
| 最優秀防御率     | 青柳晃洋           | 阪神               | 2.05               | 山本由伸             | オリックス           | 1.68                 |
| 最多勝利         | 青柳晃洋           | 阪神               | 13勝               | 山本由伸             | オリックス           | 15勝                 |
| 最多奪三振       | 戸郷翔征           | 巨人               | 154奪三振          | 山本由伸             | オリックス           | 205奪三振            |
| 最高勝率         | 青柳晃洋           | 阪神               | .765               | 山本由伸             | オリックス           | .750                 |
| 最多セーブ投手   | R.マルティネス     | 中日               | 39S                | 松井裕樹             | 楽天                 | 32S                  |
| 最優秀中継ぎ投手 | 湯浅京己           | 阪神               | 45HP               | 平良海馬             | 西武                 | 35HP                 |
| 最優秀中継ぎ投手 | Y.ロドリゲス       | 中日               | 45HP               | 水上由伸             | 西武                 | 35HP                 |

### 月間MVP
|         | セントラル・リーグ | セントラル・リーグ | セントラル・リーグ | セントラル・リーグ | パシフィック・リーグ | パシフィック・リーグ | パシフィック・リーグ | パシフィック・リーグ |
|         | 投手               | 球団               | 野手               | 球団               | 投手                 | 球団                 | 野手                 | 球団                 |
| ------- | ------------------ | ------------------ | ------------------ | ------------------ | -------------------- | -------------------- | -------------------- | -------------------- |
| 3・4月  | 大瀬良大地         | 広島               | 岡本和真           | 巨人               | 佐々木朗希           | ロッテ               | 西川遥輝             | 楽天                 |
| 5月     | A.ウィルカーソン   | 阪神               | 牧秀悟             | DeNA               | 上沢直之             | 日本ハム             | 山川穂高             | 西武                 |
| 6月     | 小川泰弘           | ヤクルト           | 村上宗隆           | ヤクルト           | 山本由伸             | オリックス           | 杉本裕太郎           | オリックス           |
| 7月     | 西勇輝             | 阪神               | 村上宗隆           | ヤクルト           | 水上由伸             | 西武                 | 吉田正尚             | オリックス           |
| 8月     | 今永昇太           | DeNA               | 村上宗隆           | ヤクルト           | 宮城大弥             | オリックス           | 島内宏明             | 楽天                 |
| 9・10月 | 小笠原慎之介       | 中日               | D.ビシエド         | 中日               | 山本由伸             | オリックス           | 吉田正尚             | オリックス           |

### ベストナイン
|          | セントラル・リーグ | セントラル・リーグ | パシフィック・リーグ | パシフィック・リーグ |
| 守備位置 | 選手               | 球団               | 選手                 | 球団                 |
| -------- | ------------------ | ------------------ | -------------------- | -------------------- |
| 投手     | 青柳晃洋           | 阪神               | 山本由伸             | オリックス           |
| 捕手     | 中村悠平           | ヤクルト           | 甲斐拓也             | ソフトバンク         |
| 一塁手   | J.オスナ           | ヤクルト           | 山川穂高             | 西武                 |
| 二塁手   | 牧秀悟             | DeNA               | 浅村栄斗             | 楽天                 |
| 三塁手   | 村上宗隆           | ヤクルト           | 宗佑磨               | オリックス           |
| 遊撃手   | 中野拓夢           | 阪神               | 今宮健太             | ソフトバンク         |
| 外野手   | 近本光司           | 阪神               | 松本剛               | 日本ハム             |
| 外野手   | 佐野恵太           | DeNA               | 柳田悠岐             | ソフトバンク         |
| 外野手   | 岡林勇希           | 中日               | 島内宏明             | 楽天                 |
| 指名打者 |                    |                    | 吉田正尚             | オリックス           |

### ゴールデングラブ賞
|          | セントラル・リーグ | セントラル・リーグ | パシフィック・リーグ | パシフィック・リーグ |
| 守備位置 | 選手               | 球団               | 選手                 | 球団                 |
| -------- | ------------------ | ------------------ | -------------------- | -------------------- |
| 投手     | 森下暢仁           | 広島               | 山本由伸             | オリックス           |
| 捕手     | 中村悠平           | ヤクルト           | 甲斐拓也             | ソフトバンク         |
| 一塁手   | 中田翔             | 巨人               | 中村晃               | ソフトバンク         |
| 二塁手   | 菊池涼介           | 広島               | 外崎修汰             | 西武                 |
| 三塁手   | 岡本和真           | 巨人               | 宗佑磨               | オリックス           |
| 遊撃手   | 長岡秀樹           | ヤクルト           | 源田壮亮             | 西武                 |
| 外野手   | 塩見泰隆           | ヤクルト           | 髙部瑛斗             | ロッテ               |
| 外野手   | 岡林勇希           | 中日               | 辰己涼介             | 楽天                 |
| 外野手   | 近本光司           | 阪神               | 福田周平             | オリックス           |

### ファーム
- ウエスタン・リーグ優勝：阪神タイガース（2年連続18度目）[754]
- イースタン・リーグ優勝：東北楽天ゴールデンイーグルス（2年ぶり3度目）[755]
- 2022年プロ野球ファーム日本選手権

|      | 1 | 2 | 3 | 4 | 5 | 6 | 7 | 8 | 9 | R | H  | E |
| ---- | - | - | - | - | - | - | - | - | - | - | -- | - |
| 楽天 | 0 | 0 | 5 | 0 | 3 | 0 | 0 | 3 | 0 | 8 | 13 | 1 |
| 阪神 | 1 | 0 | 0 | 0 | 0 | 1 | 0 | 0 | 0 | 2 | 7  | 0 |

1. 楽：松井友、弓削、内、髙田萌 - 安田、堀内
2. 神：桐敷、小川、及川、岩田、岡留、馬場、森木 - 藤田、片山
3. 勝利：松井友
4. 敗戦：桐敷
5. 本塁打
楽：小郷（5回2ラン・小川）
神：髙山（1回ソロ・松井友）、前川（6回ソロ・松井友）
6. 審判
［球審］野田
［塁審］松本（1B）、川上（2B）、森口（3B）
7. 開始：13時02分 試合時間：3時間10分[756]

- 優勝：東北楽天ゴールデンイーグルス（2年ぶり2度目）
  - 最優秀選手：渡邊佳明（楽天）
  - 優秀選手：松井友飛（楽天）、髙山俊（阪神）